# Ceratossauro
Ceratosaurus (em português Ceratossauro do grego "lagarto de chifre") foi um dinossauro terópode carnívoro  que viveu no final do período Jurássico. Seu gênero foi descrito pelo paleontólogo americano Othniel Charles Marsh em 1884 baseado no esqueleto quase completo descoberto nas rochas da Formação Morrison.
Restos fossilizados deste gênero foram encontrados na América do Norte e em Portugal. O ceratossauro era um terópode de médio porte, o tamanho de seu espécime original de C. nasicornis é estimado entre 5,3 a 5,7 metros de comprimento, já sua maior espécie, C. dentisulcatus, era maior, chegando próximo a sete metros de comprimento. O ceratossauro também tem características que o distingue dos demais carnívoros com a mesma distribuição paleogeográfica, como a presença de pequenas protuberâncias que lhe ornamentavam o crânio, quatro dedos nas patas dianteiras e uma fileira de pequenas osteodermas que iam do meio do pescoço até as costas e a cauda.
Ceratosaurus dá seu nome a Ceratosauria, um clado de dinossauros terópodes que divergiu cedo da linhagem evolutiva que levou às aves modernas. Dentro de Ceratosauria, alguns paleontólogos propuseram que ele fosse mais intimamente relacionado a Genyodectes da Argentina, que compartilha os dentes fortemente alongados.

## Descoberta

### Descoberta do holótipo e primeiras montagens

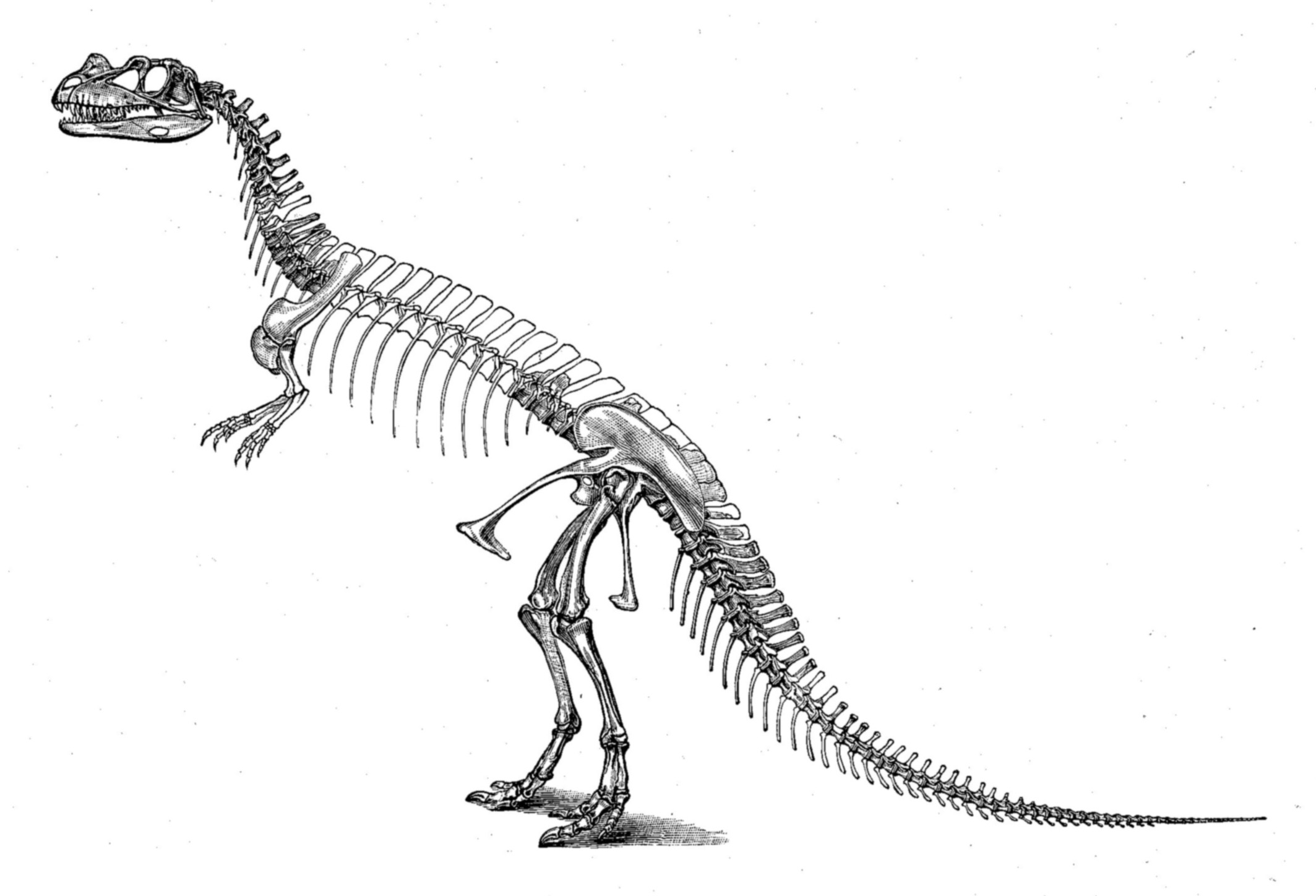
Restauração do esqueleto de C. nasicornis por Othniel Charles Marsh de 1896, retratado em uma posição ereta errônea e com excesso de vértebras na coluna, resultando em um tronco excessivamente alongado

O primeiro espécime, holótipo USNM 4735, foi descoberto e escavado pelo fazendeiro Marshall Parker Felch em 1883 e 1884. Encontrado em articulação, com os ossos ainda conectados uns aos outros, estava quase completo, incluindo o crânio. Partes faltantes significativas incluem um número desconhecido de vértebras, todas, exceto as últimas costelas do tronco, os úmeros (ossos do braço), os ossos distais dos dedos de ambas as mãos, a maior parte do braço direito, a maior parte da perna esquerda e a maior parte dos pés. O espécime foi encontrado envolto em arenito duro, levando o crânio e a coluna a serem fortemente distorcidos durante a fossilização.  O local da descoberta, localizado na área do Garden Park ao norte de Cañon City, Colorado, e conhecido como Felch Quarry 1, é considerado um dos sítios fósseis mais ricos da Formação Morrison. Numerosos fósseis de dinossauros foram recuperados desta pedreira antes mesmo da descoberta do Ceratosaurus, mais notavelmente um espécime quase completo de Allosaurus (USNM 4734) em 1883 e 1884.
Após a escavação, o espécime foi enviado para o Museu Peabody de História Natural em New Haven, onde foi estudado por Othniel Charles Marsh, que o descreveu como o novo gênero e espécie Ceratosaurus nasicornis em 1884.  O nome Ceratosaurus pode ser traduzido como "lagarto de chifre" (das palavras gregas κερας/κερατος, keras/keratos—"chifre" e σαυρος/sauros—"lagarto") e nasicornis com "chifre de nariz" (das palavras latinas nasus—"nariz" e cornu—"chifre"). Dada a completude do espécime, o gênero recém-descrito era, na época, o terópode mais conhecido descoberto na América. Em 1898 e 1899, o espécime foi transferido para o Museu Nacional de História Natural em Washington, D.C, junto com muitos outros fósseis originalmente descritos por Marsh. Apenas parte deste material estava totalmente preparado quando chegou a Washington. A preparação subsequente durou de 1911 até o final de 1918. A embalagem e o envio de New Haven para Washington causaram alguns danos ao espécime de Ceratosaurus.  Em 1920, Charles Gilmore publicou uma extensa redescrição deste e dos outros espécimes de terópodes recebidos de New Haven, incluindo o espécime quase completo de Allosaurus recuperado da mesma pedreira.

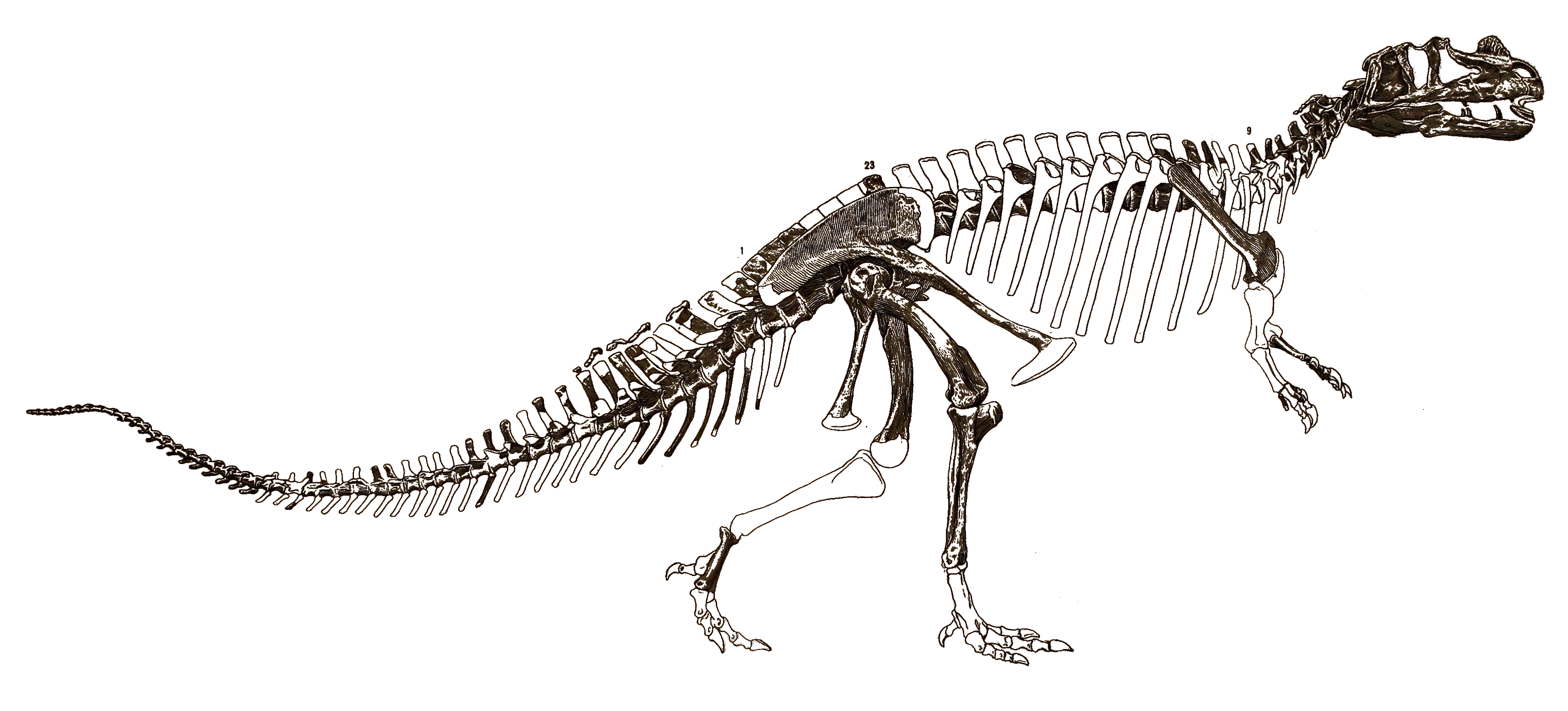
Reconstrução do espécime holótipo de C. nasicornis por Charles W. Gilmore, 1920, mostrando elementos conhecidos

Em um artigo de 1892, Marsh publicou a primeira reconstrução esquelética do Ceratosaurus, que descreve o animal com 6,7 m de comprimento e 3,7 m de altura. Conforme observado por Gilmore em 1920, o tronco foi retratado muito longo nesta reconstrução, incorporando pelo menos seis vértebras dorsais a mais. Este erro foi repetido em várias publicações subsequentes, incluindo a primeira reconstrução em vida, que foi desenhada em 1899 por Frank Bond sob a orientação de Charles R. Knight, mas não publicada até 1920. Uma reconstrução em vida mais precisa, publicada em 1901, foi produzida por Joseph M. Gleeson, novamente sob a supervisão de Knight. O holótipo foi montado por Gilmore em 1910 e 1911. Desde então, foi exibido no Museu Nacional de História Natural. A maioria das primeiras reconstruções mostra o Ceratosaurus em uma postura ereta, com a cauda arrastando no chão.  A montagem do holótipo de Gilmore, em contraste, estava muito à frente de seu tempo.  Inspirado pelos ossos da coxa superior, que foram encontrados angulados contra a perna inferior, ele descreveu a montagem como um animal correndo com uma postura horizontal e uma cauda que não fazia contato com o solo. Por causa do forte achatamento dos fósseis, Gilmore montou o espécime, não como um esqueleto independente, mas como um baixo-relevo dentro de uma parede artificial.  Com os ossos parcialmente embutidos em uma placa, o acesso científico era limitado. No decorrer da renovação da exposição de dinossauros do museu entre 2014 e 2019, o espécime foi desmontado e liberado da placa envolvente. Na nova exposição, cuja inauguração estava prevista para 2019, a montagem foi planejada para ser substituída por um molde independente e os ossos originais seriam armazenados na coleção do museu para permitir acesso total aos cientistas.

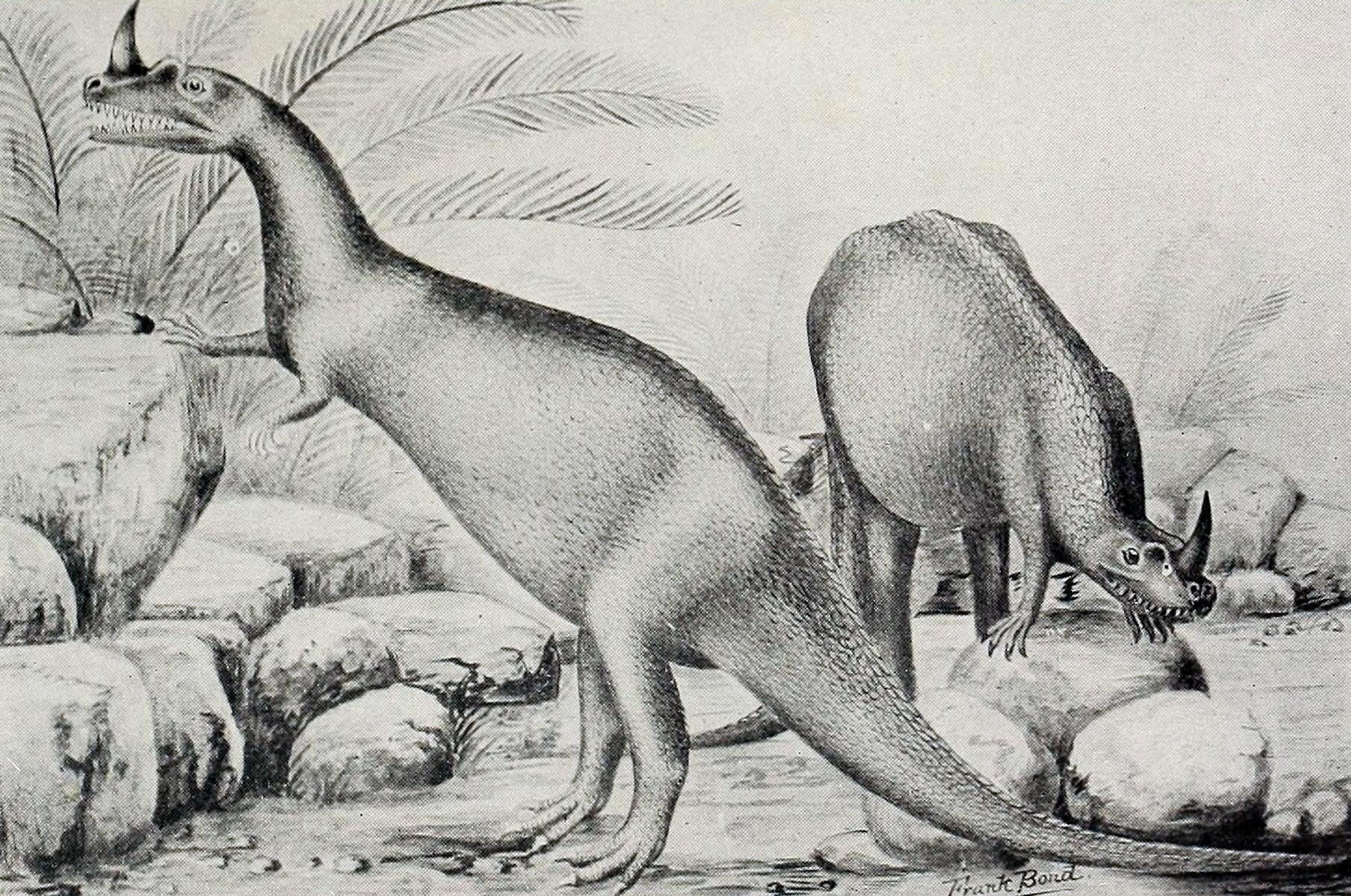
Provavelmente a primeira representação de Ceratosaurus, desenhada em 1899 por Frank Bond sob a orientação de Charles R. Knight, mas não publicada até 1920

### Espécimes adicionais na América do Norte
Após a descoberta do holótipo de C. nasicornis, uma descoberta significativa de Ceratosaurus não foi feita até o início da década de 1960, quando o paleontólogo James Madsen e sua equipe desenterraram um esqueleto fragmentário e desarticulado, incluindo o crânio (UMNH VP 5278) na Pedreira de Dinossauros Cleveland-Lloyd, em Utah. Esta descoberta representa um dos maiores espécimes conhecidos de Ceratosaurus.  Um segundo espécime articulado, incluindo o crânio (MWC 1), foi descoberto em 1976 por Thor Erikson, filho do paleontólogo Lance Erikson, perto de Fruita, Colorado. Um espécime bastante completo, não possui mandíbulas inferiores, antebraços e gastrália. O crânio, embora razoavelmente completo, foi encontrado desarticulado e fortemente achatado lateralmente. Embora fosse um indivíduo grande, ainda não havia atingido o tamanho adulto, conforme indicado por suturas não fundidas entre os ossos do crânio.  Reconstruções tridimensionais cientificamente precisas do crânio para uso em exibições de museu foram produzidas usando um processo complicado, incluindo moldagem e fundição dos ossos originais individuais, correção de deformidades, reconstrução de partes faltantes, montagem dos moldes ósseos em sua posição adequada e pintura para combinar com a cor original dos ossos.
Ambos os espécimes Fruita e Cleveland-Lloyd foram descritos por Madsen e Samuel Paul Welles em uma monografia de 2000, com o espécime de Utah sendo atribuído à nova espécie C. dentisulcatus e o espécime do Colorado sendo atribuído à nova espécie C. magnicornis. O nome dentisulcatus se refere aos sulcos paralelos presentes nas faces internas dos dentes pré-maxilares e nos três primeiros dentes da mandíbula inferior naquele espécime. Magnicornis aponta para o corno nasal maior.  A validade de ambas as espécies, no entanto, foi questionada em publicações subsequentes. Brooks Britt e colegas, em 2000, alegaram que o holótipo C. nasicornis era de fato um indivíduo juvenil, com as duas espécies maiores representando o estado adulto de uma única espécie. Oliver Rauhut, em 2003, e Matthew Carrano e Scott Sampson, em 2008, consideraram as diferenças anatômicas citadas por Madsen e Welles para apoiar essas espécies adicionais para representar variação ontogenética (relacionada à idade) ou individual.
Um espécime adicional (BYUVP 12893) foi descoberto em 1992 na Pedreira de Agate Basin, a sudeste de Moore, Utah, mas ainda aguarda descrição. O espécime, considerado o maior conhecido do gênero, inclui a metade frontal de um crânio, sete vértebras dorsais pélvicas fragmentárias e uma pelve e sacro articulados.  Em 1999, Britt relatou a descoberta de um esqueleto de Ceratosaurus pertencente a um indivíduo juvenil. Descoberto na Pedreira Bone Cabin em Wyoming, é 34% menor que o holótipo C. nasicornis e consiste em um crânio completo, bem como 30% do restante do esqueleto, incluindo uma pelve completa.
Além desses cinco achados esqueléticos, restos fragmentários de Ceratosaurus foram relatados em várias localidades das zonas estratigráficas 2 e 4-6 da Formação Morrison, incluindo alguns dos principais sítios fósseis da formação. O Monumento Nacional dos Dinossauros, Utah, produziu uma pré-maxila direita isolada (DNM 972). Uma grande escápula (escapulocoracóide) foi relatada em Como Bluff, Wyoming. Outro espécime vem da Pedreira Dry Mesa do Colorado e inclui um escapulocoracóide esquerdo, bem como fragmentos de vértebras e ossos de membros. Na Pedreira Mygatt Moore, Colorado, o gênero é conhecido por dentes.

### Descobertas fora da América do Norte
De 1909 a 1913, expedições alemãs do Museu de História Natural de Berlim descobriram uma fauna diversificada de dinossauros da Formação Tendaguru na África Oriental Alemã, no que hoje é a Tanzânia. Embora comumente considerada a localidade de dinossauros africana mais importante, grandes dinossauros terópodes são conhecidos apenas por meio de poucos e muito fragmentados restos. Em 1920, o paleontólogo alemão Werner Janensch atribuiu várias vértebras dorsais da pedreira "TL" ao Ceratosaurus, como de espécie incerta (sp). Em 1925, Janensch nomeou uma nova espécie de Ceratosaurus, C. roechlingi, com base em restos fragmentários da pedreira "Mw" abrangendo um osso quadrado, uma fíbula, vértebras caudais fragmentárias e outros fragmentos. Este espécime deriva de um indivíduo substancialmente maior do que o holótipo C. nasicornis.

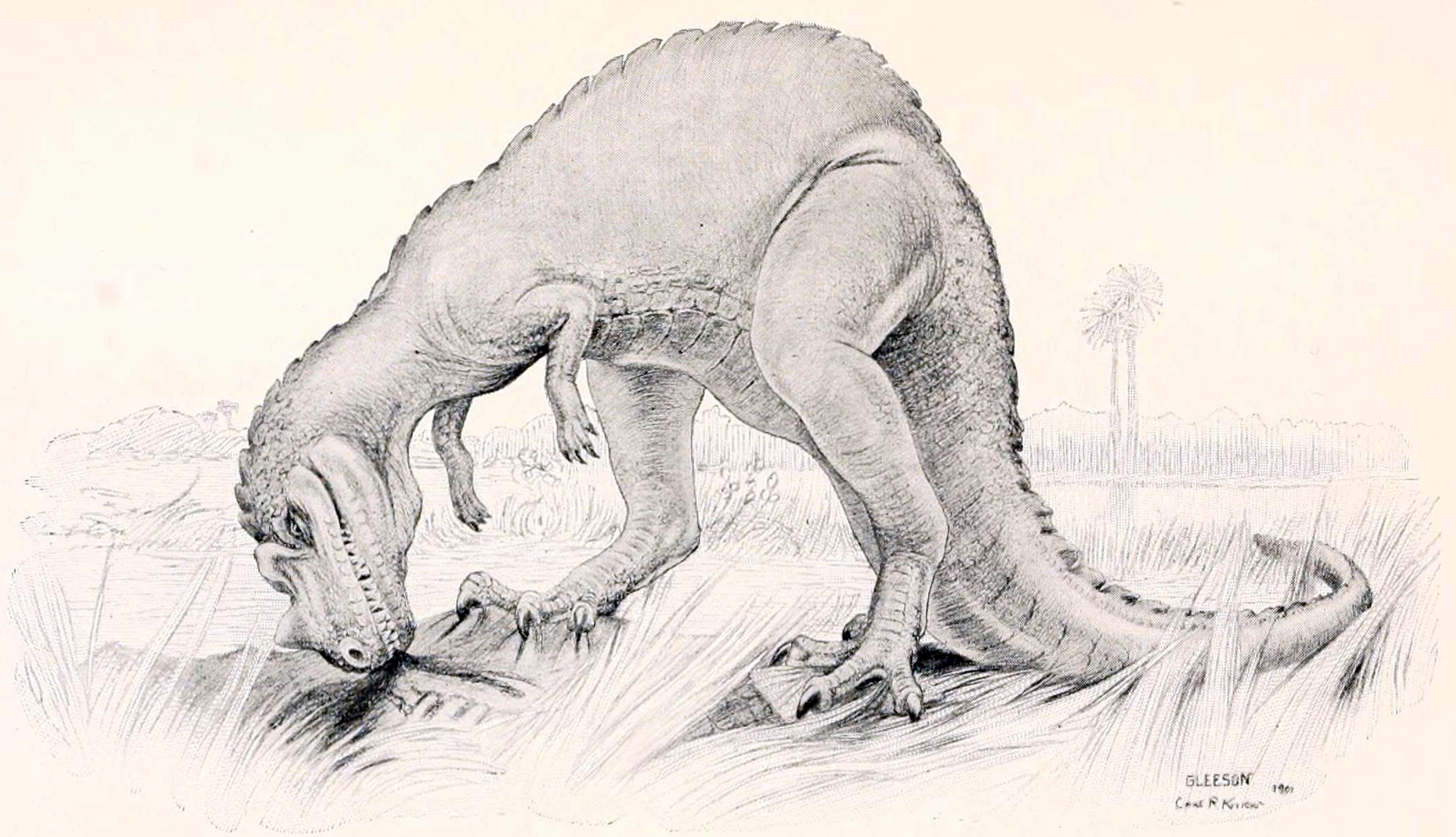
Restauração de C. nasicornis por Joseph M. Gleeson de 1901, feita sob a supervisão de Charles R. Knight.

Em sua monografia de 2000, Madsen e Welles confirmaram a atribuição dessas descobertas ao Ceratosaurus. Além disso, eles atribuíram vários dentes ao gênero, que havia sido originalmente descrito por Janensch como uma possível espécie de Labrosaurus, "L." stechowi. Outros autores questionaram a atribuição de qualquer uma das descobertas de Tendaguru ao Ceratosaurus, observando que nenhum desses espécimes exibe características diagnósticas para esse gênero.  Em 2011, Rauhut descobriu que C. roechlingi e "Labrosaurus" stechowi eram possíveis ceratossaurídeos, todavia, considerou que eles não eram diagnósticos em nível de gênero e os designou como nomina dubia (duvidosos). Em 1990, Timothy Rowe e Jacques Gauthier mencionaram ainda outra espécie de Ceratosaurus de Tendaguru, C. ingens, que supostamente foi erguido por Janensch em 1920 e foi baseado em 25 dentes isolados e muito grandes de até quinze centímetros de comprimento. No entanto, Janensch atribuiu esta espécie ao Megalosaurus, não ao Ceratosaurus. Portanto, este nome pode ser um simples erro de cópia. Rauhut, em 2011, mostrou que o Megalosaurus ingens não era intimamente relacionado ao Megalosaurus ou ao Ceratosaurus, mas possivelmente representa um carcarodontossaurídeo.
Em 2000 e 2006, paleontólogos liderados por Octávio Mateus descreveram uma descoberta da Formação Lourinhã do centro-oeste de Portugal (ML 352) como um novo espécime de Ceratosaurus, consistindo de um fêmur direito (osso da coxa superior), uma tíbia esquerda (osso da canela) e vários dentes isolados recuperados das falésias da praia de Valmitão, entre os municípios de Lourinhã e Torres Vedras. Os ossos foram encontrados incrustados em arenitos amarelos a marrons de granulação fina, que foram depositados por rios como depósitos de várzea e pertencem aos níveis mais baixos do Membro Porto Novo, que se acredita ser do final da idade Kimmeridgiana. Ossos adicionais deste indivíduo (SHN (JJS)-65), incluindo um fêmur esquerdo, uma tíbia direita e uma fíbula esquerda parcial (osso da panturrilha), foram expostos devido à erosão progressiva da falésia. Embora inicialmente fizessem parte de uma coleção privada, esses elementos adicionais foram oficialmente curados após a coleção privada ter sido doada à Sociedade de História Natural em Torres Vedras e foram descritos em detalhes em 2015. O espécime foi atribuído à espécie Ceratosaurus dentisulcatus por Mateus e colegas em 2006. Uma revisão de 2008 por Carrano e Sampson confirmou a atribuição ao Ceratosaurus, mas concluiu que a atribuição a qualquer espécie específica não é possível no momento.  Em 2015, Elisabete Malafaia e colegas, que questionaram a validade de C. dentisulcatus, atribuíram o espécime ao Ceratosaurus aff. Ceratosaurus nasicornis.
Outros relatos incluem um único dente encontrado em Moutier, Suíça. Originalmente nomeado por Janensch em 1920 como Labrosaurus meriani, o dente foi posteriormente designado Ceratosaurus sp. (de espécie desconhecida) por Madsen e Welles.  Em 2008, Matías Soto e Daniel Perea descreveram dentes da Formação Tacuarembó no Uruguai, incluindo uma suposta coroa dentária pré-maxilar. Isso mostra estrias verticais em seu lado interno e não possui dentículos em sua borda frontal. Essas características são, nesta combinação, conhecidas apenas do Ceratosaurus. Os autores, no entanto, enfatizaram que uma atribuição ao Ceratosaurus é inviável porque os restos são escassos e observam que a atribuição do material europeu e africano ao Ceratosaurus deve ser vista com cautela. Em 2020, Soto e colegas descreveram dentes adicionais de Ceratosaurus da mesma formação que apoiam ainda mais sua interpretação anterior.

## Descrição

Comparação de tamanho de dois espécimes de C. nasicornis comparados a um humano, USNM 4735 em laranja e o maior espécime, UMNH VP 5278 em azul

O Ceratossauro segue o padrão de grandes dinossauros terópodes. Um animal bípede que movia-se sobre duas patas traseiras e seus braços eram reduzidos. Em seu tamanho, o holótipo USNM 4735, de C. nasicornis, era um indivíduo entre 5,3 metros de comprimento a 5,69 metros de comprimento de acordo com fontes separadas. Isso acontece já que não é certo se este espécime era totalmente crescido. Em contas mais recentes, a massa corporal foi estimada entre 418, 524 ou 670 quilos.
Já na segunda metade do século XX, três esqueletos adicionais foram descobertos e eram substancialmente maiores. O primeiro deles, UMNH VP 5278, foi estimado informalmente por James Madsen como tendo cerca de 8,8 metros de comprimento, o que era muito maior que qualquer outro indivíduo de Ceratossauro, mas foi posteriormente estimado em sete metros de comprimento e seu peso foi calculado entre 980, 452 e 700 quilos em artigos separados. O segundo esqueleto, MWC 1, era um pouco menor do que o anterior e poderia ter até 275 quilos. O terceiro, e ainda não descrito, foi o espécime BYUVP 12893, que foi considerado o maior ceratossauro já descoberto, mesmo que suas estimativas não tenham sido divulgadas. Outro espécime além desses, o ML 352, descoberto em Portugal no ano de 2000, foi estimado em seis metros de comprimento e 600 quilos.

### Crânio

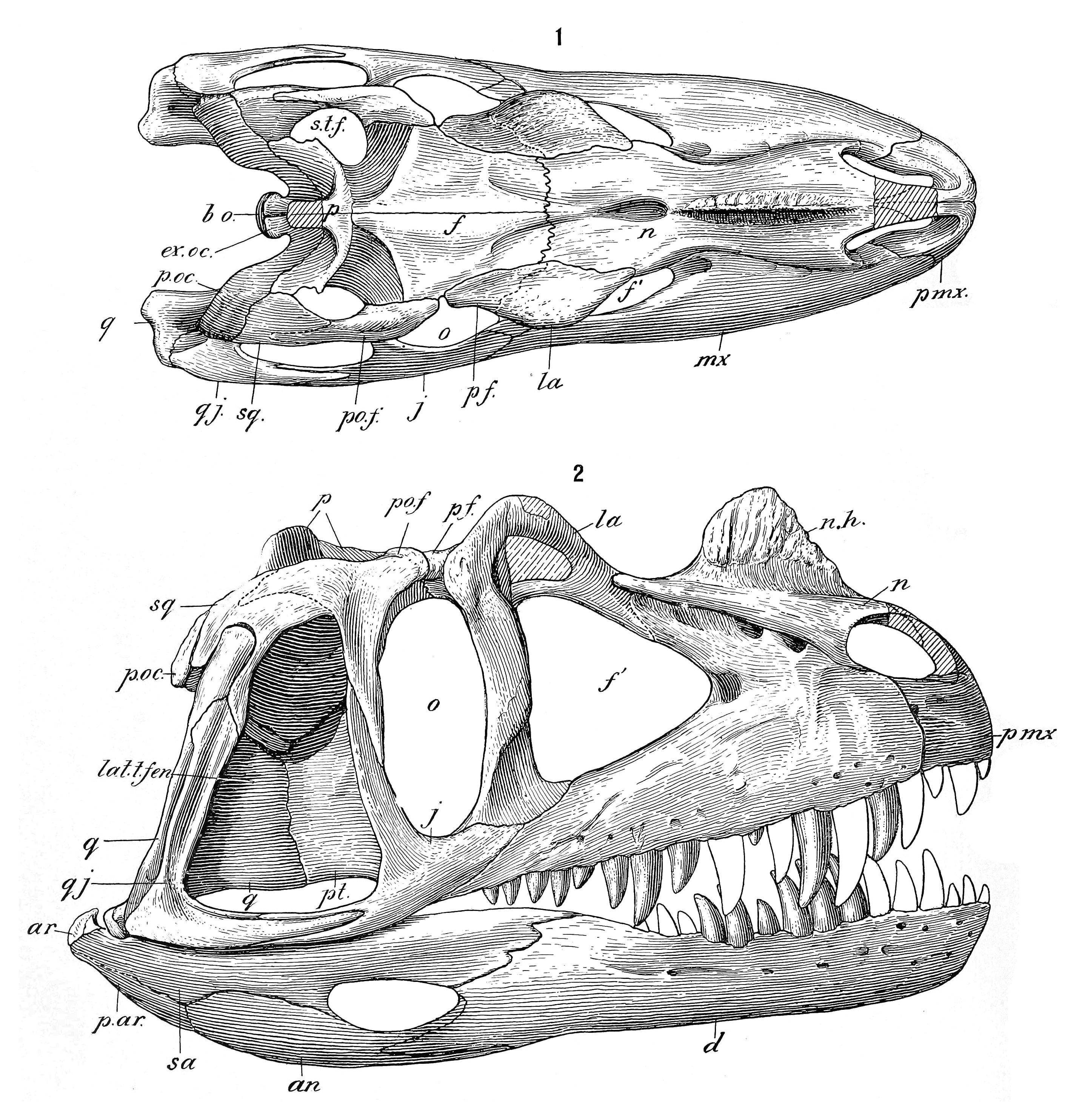
Diagrama do crânio do holótipo Ceratosaurus nasicornis em vista superior e lateral por Charles Gilmore, 1920: Esta reconstrução é agora considerada muito ampla em vista superior.

O crânio era bastante grande em proporção ao resto do corpo. Ele mede 55 centímetros de comprimento no holótipo C. nasicornis, medido da ponta do focinho até o côndilo occipital, que se conecta à primeira vértebra cervical.  A largura deste crânio é difícil de reconstruir, pois é fortemente distorcida, e a reconstrução de Gilmore em 1920 foi posteriormente considerada muito larga. O crânio bastante completo do espécime MWC 1 foi estimado em 60 centímetros de comprimento e 16 centímetros de largura. Este crânio era um pouco mais alongado do que o do holótipo. A parte de trás do crânio era mais levemente construída do que em alguns outros terópodes maiores devido às extensas aberturas do crânio, mas as mandíbulas eram profundas para suportar os dentes proporcionalmente grandes.  O osso lacrimal formava não apenas a margem posterior da fenestra antorbital, uma grande abertura entre o olho e a narina óssea, mas também parte de sua margem superior, ao contrário dos membros dos Abelisauridae relacionados. O osso quadrado, que era conectado à mandíbula inferior em sua extremidade inferior para formar a articulação da mandíbula, era inclinado de modo que a articulação da mandíbula fosse deslocada para trás em relação ao côndilo occipital. Isso também levou a um alargamento da base da fenestra temporal lateral, uma grande abertura atrás dos olhos.

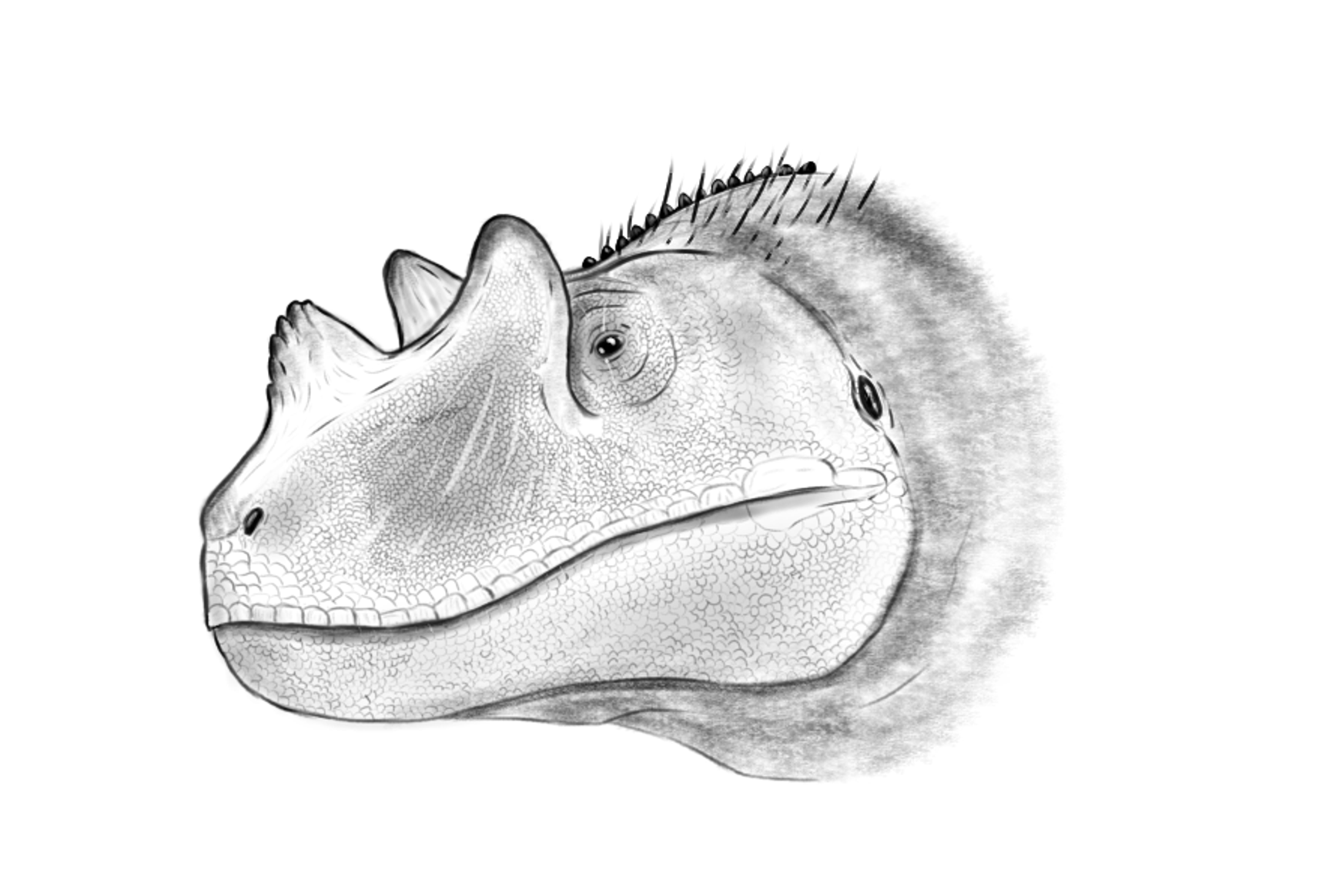
Reconstrução da cabeça de um Ceratossauro.

A característica mais marcante era um chifre proeminente situado na linha média do crânio, atrás das narinas ósseas, que era formado por protuberâncias fundidas dos ossos nasais esquerdo e direito. Apenas o núcleo do chifre ósseo é conhecido por fósseis. No animal vivo, esse núcleo teria sustentado uma bainha de queratina. Enquanto a base do núcleo do chifre era lisa, seus dois terços superiores eram enrugados e revestidos com sulcos que teriam contido vasos sanguíneos quando vivo. No holótipo, o núcleo do chifre tem treze centímetros de comprimento e dois centímetros de largura na base, mas estreita rapidamente para apenas 1,2 centímetros mais acima e tem sete centímetros de altura.  É mais longo e mais baixo no crânio do MWC 1.  No animal vivo, o chifre provavelmente teria sido mais alongado devido à sua bainha de queratina. Atrás do chifre nasal, os ossos nasais formavam um sulco oval. Tanto esse sulco quanto o chifre nasal servem como características distintivas do Ceratosaurus  em relação a outros gêneros.  Além do grande chifre nasal, o Ceratosaurus possuía cristas ósseas menores, semicirculares, na frente de cada olho, semelhantes às do Allosaurus. Essas cristas eram formadas pelos ossos lacrimais. Nos juvenis, todos os três chifres eram menores do que nos adultos e as duas metades do núcleo do chifre nasal ainda não estavam fundidas.

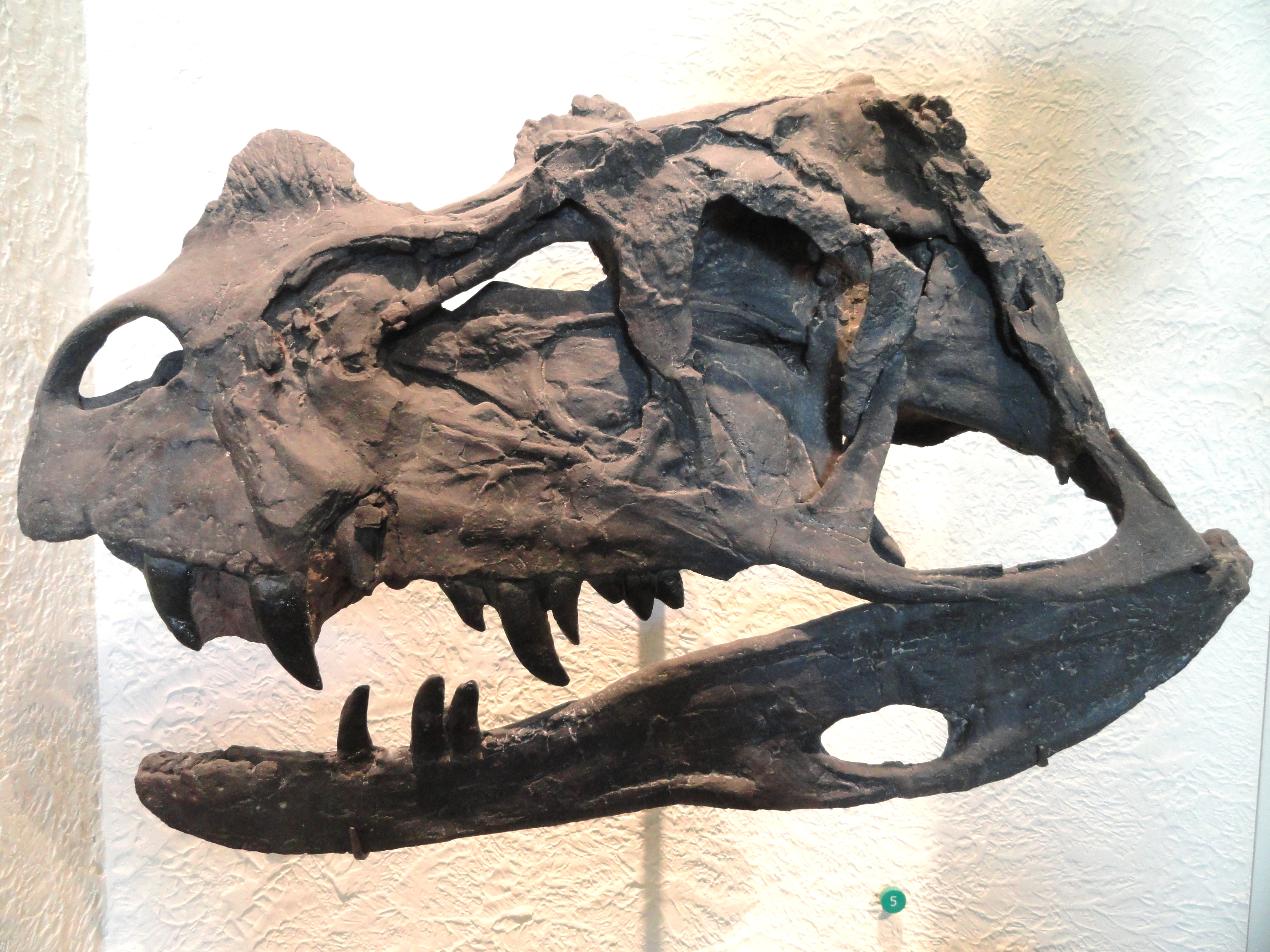
Molde do crânio do holótipo C. nasicornis, mostrando o grande chifre nasal, Museu Americano de História Natural

Os ossos pré-maxilares, que formavam a ponta do focinho, continham apenas três dentes de cada lado, menos do que na maioria dos outros terópodes. Os ossos maxilares da mandíbula superior eram revestidos com quinze dentes em forma de lâmina de cada lado no holótipo. Os primeiros oito desses dentes eram muito longos e robustos, mas do nono dente em diante, eles diminuíam gradualmente de tamanho. Como é típico dos terópodes, eles apresentavam bordas finamente serrilhadas, que continham cerca de dez dentículos por cinco milimetros no holótipo. O espécime MWC 1 mostrou apenas onze a doze e o espécime UMNH VP 5278 mostrou doze dentes em cada maxila. Os dentes eram mais robustos e mais recurvados no último espécime.  Em todos os espécimes, as coroas dos dentes dos maxilares superiores eram excepcionalmente longas. No espécime UMNH VP 5278, eles mediam até 9,3 centímetros de comprimento, o que é igual à altura mínima do maxilar inferior. No holótipo, eles têm sete centímetros de comprimento, o que até ultrapassa a altura mínima do maxilar inferior. Em outros terópodes, um comprimento de dente comparável só é conhecido do Genyodectes possivelmente intimamente relacionado. Em contraste, vários membros de Abelisauridae apresentam coroas dentais muito curtas.  No holótipo, cada metade do dentário, o osso portador dos dentes da mandíbula, era equipado com quinze dentes, que estão, no entanto, mal preservados. Ambos os espécimes MWC 1 e UMNH VP 5278 mostram apenas 11 dentes em cada dentário, que eram, como mostrado pelo último espécime, ligeiramente mais retos e menos resistentes do que os da mandíbula superior.

### Esqueleto

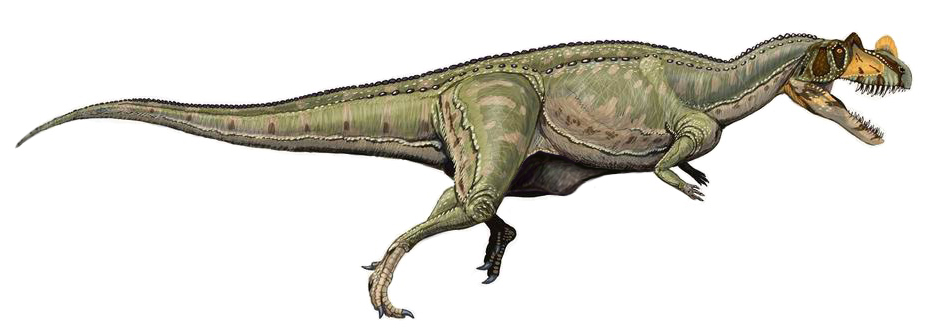
Reconstrução de um C. nasicornis

O número exato de vértebras é desconhecido devido a várias lacunas na espinha do holótipo Ceratosaurus nasicornis. Pelo menos vinte vértebras formavam o pescoço e as costas na frente do sacro. Na porção média do pescoço, os corpos das vértebras eram tão longos quanto altos, enquanto nas porções frontal e traseira do pescoço, estes eram mais curtos do que sua altura. Os espinhos neurais projetados para cima eram comparativamente grandes e, nas vértebras dorsais (posteriores), eram tão altos quanto os corpos vertebrais eram longos. O sacro, consistindo de seis vértebras sacrais fundidas, era arqueado para cima, com seus corpos vertebrais fortemente reduzidos em altura em sua porção média, como é o caso de alguns outros ceratossaurianos.  A cauda compreendia cerca de 50 vértebras caudais e tinha cerca de metade do comprimento total do animal. No holótipo, foi estimado em 2,84 m.  A cauda era profunda de cima para baixo devido aos seus altos espinhos neurais e arcos hemais alongados, ossos localizados abaixo do corpo vertebral. Como em outros dinossauros, ela contrabalançava o corpo e continha o enorme músculo caudofemoralis, que era responsável pelo impulso para a frente durante a locomoção, puxando a parte superior da coxa para trás quando contraída.

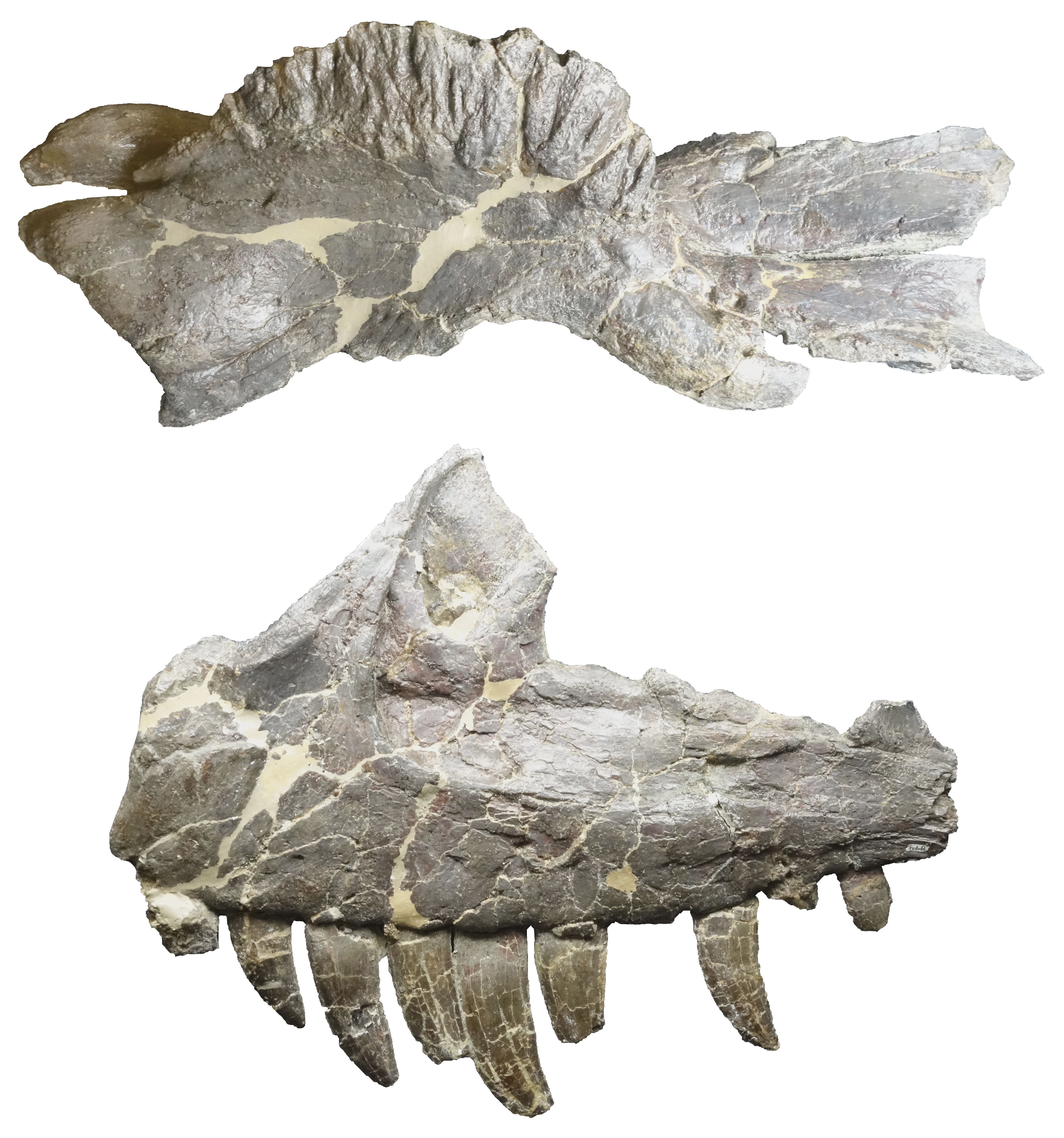
Características distintivas do crânio do Ceratosaurus: Os ossos nasais esquerdo e direito fundidos formam um chifre nasal proeminente (topo), e os dentes da mandíbula superior são excepcionalmente longos (embaixo). Esses fósseis são parte do espécime MWC 1 de Fruita, Colorado, e estão em exibição no Museu Dinosaur Journey

A escápula (omoplata) foi fundida com o coracoide, formando um único osso sem nenhuma demarcação visível entre os dois elementos originais. O holótipo de C. nasicornis foi encontrado com um braço esquerdo articulado, incluindo uma mão incompleta. Embora desarticulado durante a preparação, um molde foi feito do fóssil com antecedência para documentar as posições relativas originais dos ossos. Ossos do carpo não eram conhecidos de nenhum espécime, levando alguns autores a sugerir que eles estavam perdidos no gênero. Em um artigo de 2016, Matthew Carrano e Jonah Choiniere sugeriram que um ou mais carpos cartilaginosos (não ósseos) provavelmente estavam presentes, conforme indicado por uma lacuna presente entre os ossos do antebraço e os metacarpos, bem como pela textura da superfície dentro dessa lacuna vista no molde. Em contraste com a maioria dos terópodes mais derivados, que apresentavam apenas três dígitos em cada mão (dígitos I–III), o Ceratosaurus manteve quatro dígitos, com o dígito IV sendo reduzido em tamanho. O primeiro e o quarto metacarpos eram curtos, enquanto o segundo era ligeiramente mais longo que o terceiro. O metacarpo e especialmente as primeiras falanges eram proporcionalmente muito curtos, ao contrário da maioria dos outros terópodes basais. Apenas as primeiras falanges dos dígitos II, III e IV são preservadas no holótipo. O número total de falanges e ungueais (ossos das garras) é desconhecido. A anatomia do metacarpo I indica que as falanges estavam originalmente presentes neste dígito também. O pé consistia em três dígitos de sustentação de peso, numerados II–IV. O dígito I, que em terópodes é geralmente reduzido a uma garra de orvalho que não toca o solo, não é preservado no holótipo. Marsh, em sua descrição original de 1884, presumiu que esse dígito foi perdido no Ceratosaurus, mas Charles Gilmore, em sua monografia de 1920, observou uma área de fixação no segundo metatarso demonstrando a presença desse dígito.
Único entre os terópodes, o Ceratosaurus possuía osteodermas (ossos da pele) pequenos, alongados e irregularmente formados ao longo da linha média do corpo. Essas osteodermas foram encontrados acima dos espinhos neurais das vértebras cervicais 4 e 5, bem como das vértebras caudais quatro a dez, e provavelmente formavam uma fileira contínua que pode ter se estendido da base do crânio até a maior parte da cauda. Conforme sugerido por Gilmore em 1920, sua posição na matriz rochosa provavelmente reflete sua posição exata no animal vivo. As osteodermas acima da cauda foram encontradas separadas dos espinhos neurais por 25 mm a 38 mm, possivelmente representando a pele e os músculos presentes entre eles, enquanto os do pescoço estavam muito mais próximos dos espinhos neurais. Além da linha média do corpo, a pele continha osteodermos adicionais, conforme indicado por uma placa grande, aproximadamente quadrangular, de 58 mm por 70 mm encontrada junto com o holótipo. A posição desta placa no corpo, no entanto, é desconhecida. O espécime UMNH VP 5278 também foi encontrado com uma série de osteodermas, que foram descritas como amorfas em forma. Embora a maioria desses ossículos tenha sido encontrada a no máximo cinco metros de distância do esqueleto, eles não estavam diretamente associados a nenhuma vértebra, ao contrário do holótipo C. nasicornis, então sua posição original no corpo não pode ser inferida a partir deste espécime.

## Classificação

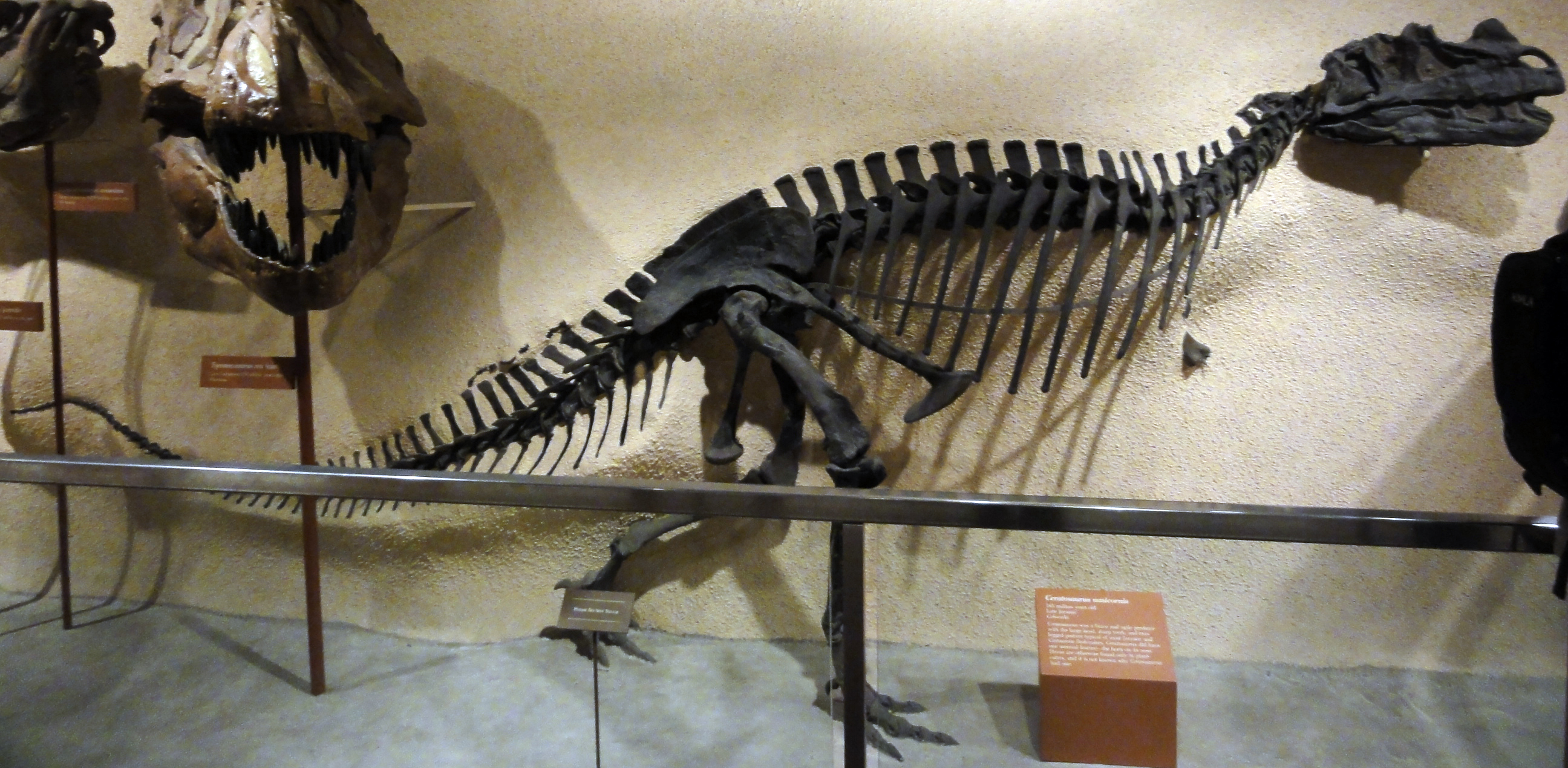
Holótipo C. nasicornis, conforme montado por Charles Gilmore em 1910 e 1911, Museu Nacional de História Natural

Em sua descrição original do holótipo Ceratosaurus nasicornis e publicações subsequentes, Marsh observou uma série de características que eram desconhecidas em todos os outros terópodes conhecidos na época.  Duas dessas características, a pélvis fundida e o metatarso fundido, eram conhecidas de pássaros modernos e, de acordo com Marsh, demonstram claramente a estreita relação entre estes últimos e os dinossauros. Para diferenciar o gênero de Allosaurus, Megalosaurus e celurossauros, Marsh fez do Ceratosaurus o único membro de uma nova família, Ceratosauridae, e de uma nova infraordem, Ceratosauria.  Isso foi questionado em 1892 por Edward Drinker Cope, arquirrival de Marsh na Guerra dos Ossos, que argumentou que características distintas, como o corno nasal, apenas mostravam que C. nasicornis era uma espécie distinta, mas eram insuficientes para justificar um gênero distinto. Consequentemente, ele atribuiu C. nasicornis ao gênero Megalosaurus, criando a nova combinação Megalosaurus nasicornis.
Embora Ceratosaurus tenha sido mantido como um gênero distinto em todas as análises subsequentes,  suas relações permaneceram controversas durante o século seguinte. Tanto Ceratosauridae quanto Ceratosauria não foram amplamente aceitos, com apenas alguns e pouco conhecidos membros adicionais identificados. Ao longo dos anos, autores separados classificaram Ceratosaurus dentro de Deinodontidae, Megalosauridae, Coelurosauria, Carnosauria e Deinodontoidea.  Em sua revisão de 1920, Gilmore argumentou que o gênero era o terópode mais basal conhecido após o Triássico, não sendo tão intimamente relacionado a nenhum outro terópode contemporâneo conhecido naquela época. Portanto, ele garante sua própria família: Ceratosauridae. Foi somente com o estabelecimento da análise cladística na década de 1980, no entanto, que a reivindicação original de Marsh de Ceratosauria como um grupo distinto ganhou força. Em 1985, os gêneros sul-americanos recém-descobertos Abelisaurus e Carnotaurus foram considerados intimamente relacionados ao Ceratosaurus. Gauthier, em 1986, reconheceu Coelophysoidea como intimamente relacionado ao Ceratosaurus, embora este clado fique fora do Ceratosauria nas análises mais recentes. Muitos membros adicionais do Ceratosauria foram reconhecidos desde então.
Ceratosauria se separou cedo da linha evolutiva que levava às aves modernas e é considerado basal dentro dos terópodes. O próprio Ceratosauria contém um grupo de membros derivados (não basais) das famílias Noasauridae e Abelisauridae, que estão entre colchetes dentro do clado Abelisauroidea, bem como uma série de membros basais, como Elaphrosaurus, Deltadromeus e Ceratosaurus. A posição do gênero dentro dos ceratossaurianos basais está em debate. Algumas análises consideraram Ceratosaurus como o mais derivado dos membros basais, formando o táxon irmão de Abelisauroidea. Oliver Rauhut, em 2004, propôs Genyodectes como o táxon irmão de Ceratosaurus, já que ambos os gêneros são caracterizados por dentes excepcionalmente longos na mandíbula superior. Ele agrupou Ceratosaurus e Genyodectes dentro da família Ceratosauridae, que foi seguida por vários relatos posteriores.
Shuo Wang e colegas, em 2017, concluíram que os Noasauridae não estavam aninhados dentro de Abelisauroidea como era assumido anteriormente, mas eram mais basais do que Ceratosaurus. Como os noassaurídeos foram usados como um ponto fixo para definir os clados Abelisauroidea e Abelisauridae, esses consequentemente incluiriam muito mais táxons por definição, incluindo Ceratosaurus. Em um estudo subsequente de 2018, Rafael Delcourt aceitou esses resultados, mas apontou que, como consequência, Abelisauroidea precisaria ser substituído pelo sinônimo mais antigo Ceratosauroidea, que até então era raramente usado. Para Abelisauridae, Delcourt propôs uma nova definição que exclui Ceratosaurus, permitindo o uso do nome em seu sentido tradicional. Wang e colegas descobriram ainda que Ceratosaurus e Genyodectes formam um clado com o gênero argentino Eoabelisaurus. Delcourt usou o nome Ceratosauridae para se referir a este mesmo clado e sugeriu definir a família em questão como contendo todos os táxons que estão mais intimamente relacionados ao Ceratosaurus do que ao abelissaurídeo Carnotaurus.

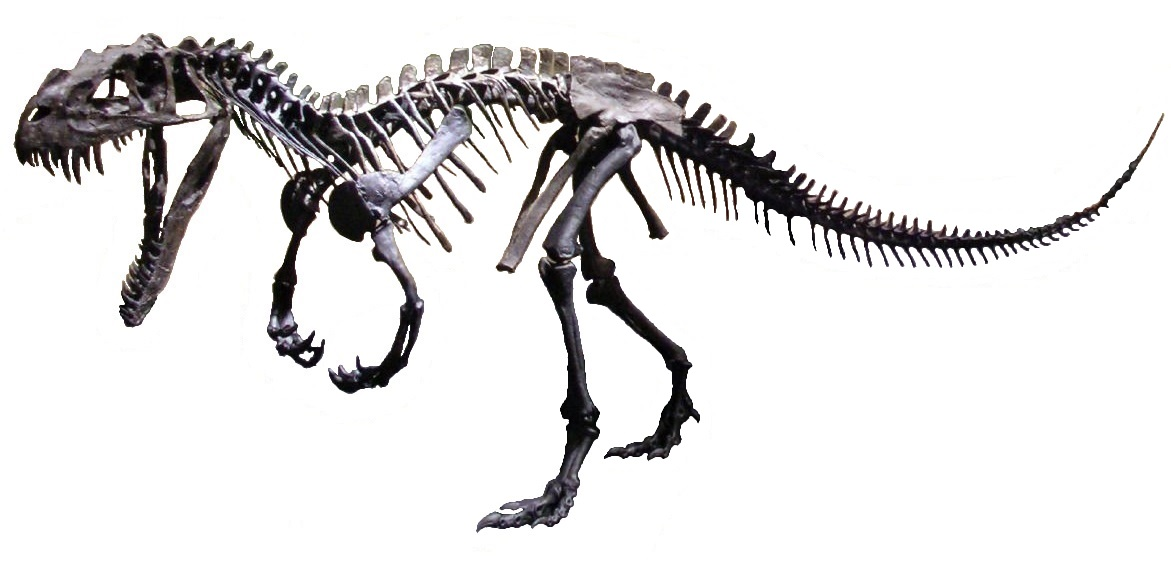
Molde montado de um esqueleto juvenil, Dinosaur Discovery Museum

O cladograma a seguir, que mostra as relações do Ceratosaurus, é baseado na análise filogenética conduzida por Diego Pol e Oliver Rauhut em 2012:
|  | Spinostropheus                                               |
|  |                                                              |
|  | \| \| Limusaurus \| \| \| \| \| \| Elaphrosaurus \| \| \| \| |
|  |                                                              |
|  | Limusaurus                                                   |
|  |                                                              |
|  | Elaphrosaurus                                                |
|  |                                                              |

|  | Limusaurus    |
|  |               |
|  | Elaphrosaurus |
|  |               |

|  | Ceratosaurus |
|  |              |
|  | Genyodectes  |
|  |              |

|  | Noasauridae   |
|  |               |
|  | Abelisauridae |
|  |               |

|  | Ceratosaurus |
|  |              |
|  | Genyodectes  |
|  |              |

|  | Noasauridae   |
|  |               |
|  | Abelisauridae |
|  |               |

|  | Spinostropheus                                               |
|  |                                                              |
|  | \| \| Limusaurus \| \| \| \| \| \| Elaphrosaurus \| \| \| \| |
|  |                                                              |
|  | Limusaurus                                                   |
|  |                                                              |
|  | Elaphrosaurus                                                |
|  |                                                              |

|  | Limusaurus    |
|  |               |
|  | Elaphrosaurus |
|  |               |

|  | Ceratosaurus |
|  |              |
|  | Genyodectes  |
|  |              |

|  | Noasauridae   |
|  |               |
|  | Abelisauridae |
|  |               |

|  | Ceratosaurus |
|  |              |
|  | Genyodectes  |
|  |              |

|  | Noasauridae   |
|  |               |
|  | Abelisauridae |
|  |               |

|  | Spinostropheus                                               |
|  |                                                              |
|  | \| \| Limusaurus \| \| \| \| \| \| Elaphrosaurus \| \| \| \| |
|  |                                                              |
|  | Limusaurus                                                   |
|  |                                                              |
|  | Elaphrosaurus                                                |
|  |                                                              |

|  | Limusaurus    |
|  |               |
|  | Elaphrosaurus |
|  |               |

|  | Ceratosaurus |
|  |              |
|  | Genyodectes  |
|  |              |

|  | Noasauridae   |
|  |               |
|  | Abelisauridae |
|  |               |

|  | Ceratosaurus |
|  |              |
|  | Genyodectes  |
|  |              |

|  | Noasauridae   |
|  |               |
|  | Abelisauridae |
|  |               |

|  | Spinostropheus                                               |
|  |                                                              |
|  | \| \| Limusaurus \| \| \| \| \| \| Elaphrosaurus \| \| \| \| |
|  |                                                              |
|  | Limusaurus                                                   |
|  |                                                              |
|  | Elaphrosaurus                                                |
|  |                                                              |

|  | Limusaurus    |
|  |               |
|  | Elaphrosaurus |
|  |               |

|  | Ceratosaurus |
|  |              |
|  | Genyodectes  |
|  |              |

|  | Noasauridae   |
|  |               |
|  | Abelisauridae |
|  |               |

|  | Ceratosaurus |
|  |              |
|  | Genyodectes  |
|  |              |

|  | Noasauridae   |
|  |               |
|  | Abelisauridae |
|  |               |

Um crânio do Jurássico Médio da Inglaterra aparentemente exibe um corno nasal semelhante ao do Ceratosaurus. Em 1926, Friedrich von Huene descreveu este crânio como Proceratosaurus (que significa "antes do Ceratosaurus"), presumindo que fosse um antecedente do Ceratosaurus do Jurássico Superior. Hoje, o Proceratosaurus é considerado um membro basal dos Tyrannosauroidea, um clado muito mais derivado de dinossauros terópodes. O corno nasal teria evoluído independentemente em ambos os gêneros.  Oliver Rauhut e colegas, em 2010, agruparam o Proceratosaurus dentro de sua própria família, Proceratosauridae. Esses autores também notaram que o corno nasal está incompletamente preservado, abrindo a possibilidade de que representasse a porção mais anterior de uma crista cefálica mais extensa, como visto em alguns outros proceratossaurídeos, como o Guanlong.

## Paleobiologia

### Ecologia e  alimentação

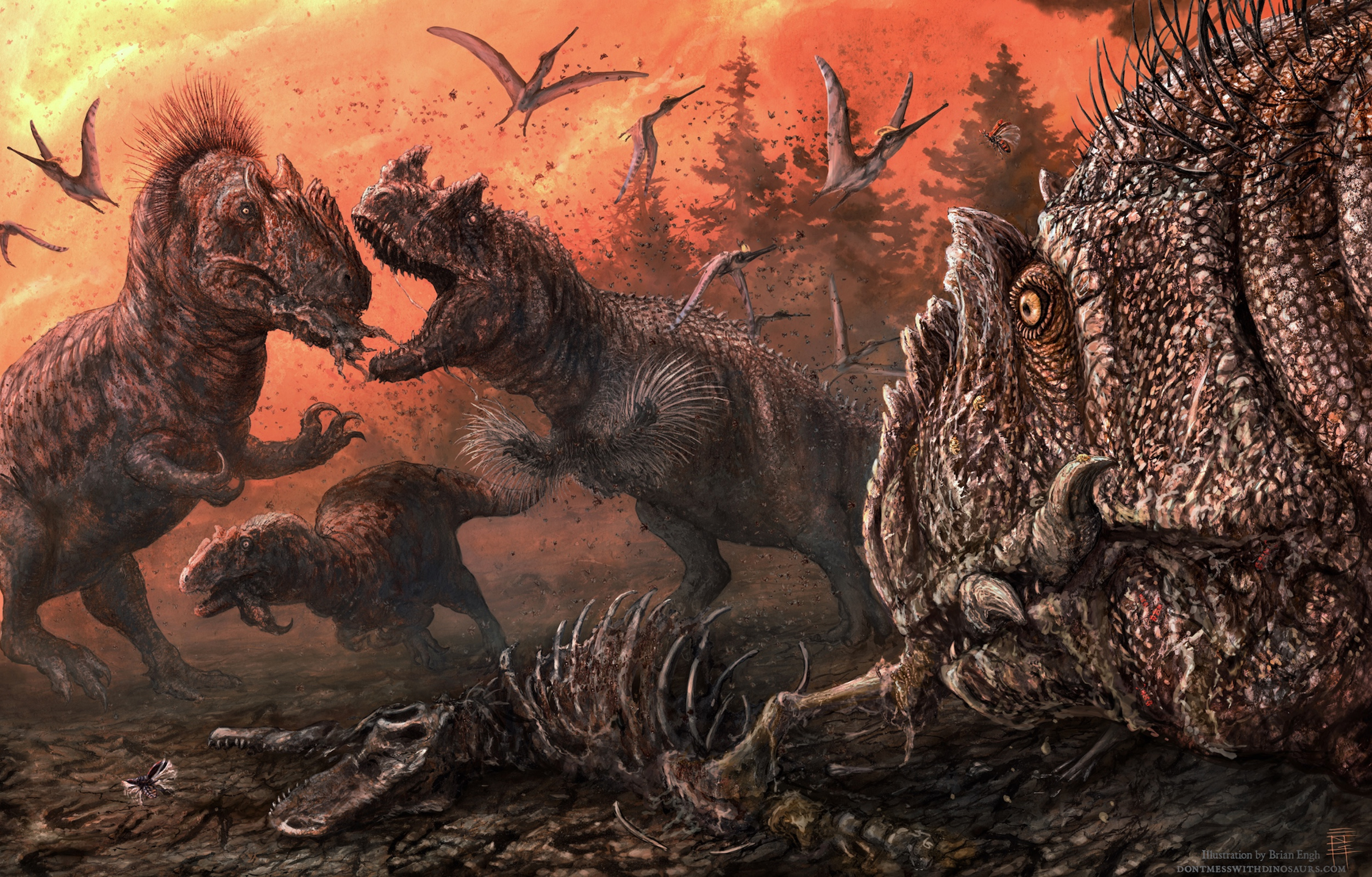
Estação seca na pedreira Mygatt-Moore mostrando Ceratosaurus (centro) e Allosaurus lutando pela carcaça desidratada de outro terópode

Dentro da Formação Morrison e Lourinhã, fósseis de Ceratosaurus são frequentemente encontrados em associação com os de outros grandes terópodes, incluindo o megalossaurídeo Torvosaurus e o alossaurídeo Allosaurus. A localidade de Garden Park, no Colorado, continha, além de Ceratosaurus, fósseis atribuídos a Allosaurus. A Pedreira Dry Mesa, no Colorado, assim como a Pedreira Cleveland-Lloyd e o Monumento Nacional dos Dinossauros, em Utah, apresentam, respectivamente, os restos mortais de pelo menos três grandes terópodes: Ceratosaurus, Allosaurus e Torvosaurus.  Da mesma forma, Como Bluff e localidades próximas no Wyoming continham restos mortais de Ceratosaurus, Allosaurus e pelo menos um grande megalossaurídeo. Ceratosaurus era um elemento raro da fauna de terópodes, pois era superado em número pelo Allosaurus em uma taxa média de 7,5 para 1 em locais onde ocorrem juntos.
Vários estudos tentaram explicar como essas espécies simpátricas poderiam ter reduzido a competição direta. Donald Henderson, em 1998, argumentou que o Ceratosaurus coocorreu com duas espécies potenciais distintas de Allosaurus, que ele denominou "morfos": um morfo com focinho encurtado, crânio alto e largo e dentes curtos projetados para trás, e um morfo caracterizado por focinho mais longo, crânio mais baixo e dentes longos e verticais. De modo geral, quanto maior a similaridade entre as espécies simpátricas em relação à sua morfologia, fisiologia e comportamento, mais intensa será a competição entre essas espécies. Henderson chegou à conclusão de que o morfo de focinho curto do Allosaurus ocupava um nicho ecológico diferente do morfo de focinho longo e do Ceratosaurus. O crânio mais curto nesse morfo teria reduzido os momentos de flexão que ocorrem durante a mordida, aumentando assim a força da mordida, comparável à condição observada em felinos. O Ceratosaurus e o outro morfo de Allosaurus, no entanto, tinham crânios com focinho longo, que são melhores em comparação com os dos cães. Os dentes mais longos teriam sido usados como presas para desferir mordidas rápidas e cortantes, com a força da mordida concentrada em uma área menor devido ao crânio mais estreito. De acordo com Henderson, as grandes semelhanças no formato do crânio entre o Ceratosaurus e o morfo de Allosaurus com focinho longo indicam que essas formas se envolveram em competição direta entre si. Portanto, o Ceratosaurus pode ter sido expulso de habitats dominados pelo morfo de focinho longo. De fato, o Ceratosaurus é muito raro na Pedreira Cleveland-Lloyd, que contém o morfo de Allosaurus com focinho longo, mas parece ser mais comum tanto no Garden Park quanto na Pedreira Dry Mesa, onde ocorre junto com o morfo de focinho curto.

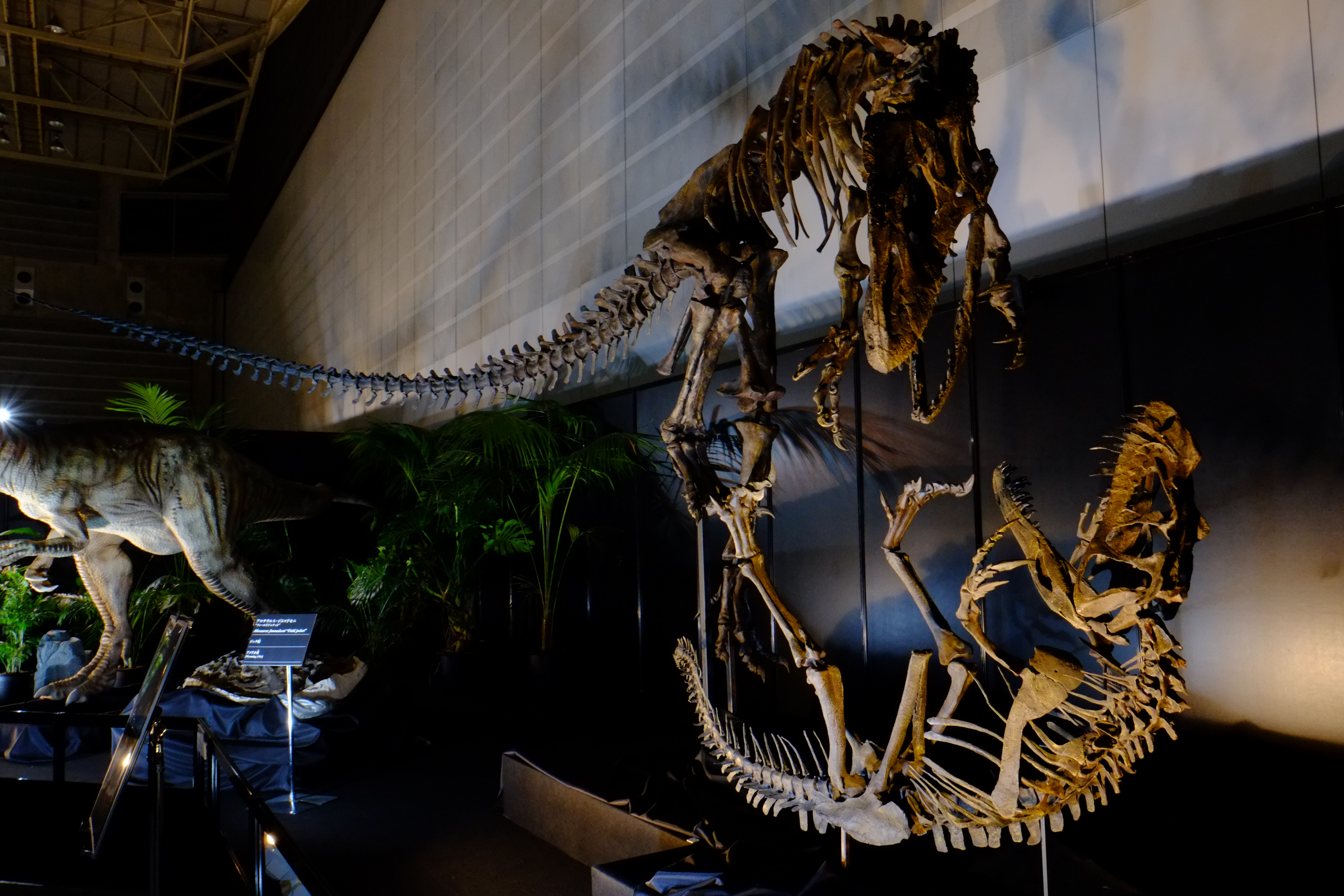
Esqueletos reconstruídos de Allosaurus e C. nasicornis em posturas de luta, na Dinoworld Expo, Yokohama

Além disso, Henderson sugeriu que o Ceratosaurus poderia ter evitado a competição preferindo presas diferentes. A evolução de seus dentes extremamente alongados pode ter sido um resultado direto da competição com a forma de focinho longo do Allosaurus. Ambas as espécies também podem ter preferido diferentes partes das carcaças ao atuar como necrófagos. Os dentes alongados do Ceratosaurus podem ter servido como sinais visuais, facilitando o reconhecimento de membros da mesma espécie ou para outras funções sociais. Além disso, o grande tamanho desses terópodes tenderia a diminuir a competição, visto que o número de possíveis presas aumenta com o tamanho.
Foster e Daniel Chure, em um estudo de 2006, concordaram com Henderson que Ceratosaurus e Allosaurus geralmente compartilhavam os mesmos habitats e se alimentavam dos mesmos tipos de presas, o que significa que provavelmente tinham estratégias de alimentação diferentes para evitar a competição. De acordo com esses pesquisadores, isso também é evidenciado pelas diferentes proporções do crânio, dentes e braços. A distinção entre as duas formas de Allosaurus, no entanto, foi questionada por alguns estudos posteriores. Kenneth Carpenter, em um estudo de 2010, descobriu que indivíduos de focinho curto de Allosaurus da Pedreira Cleveland-Lloyd representam casos de extrema variação individual, em vez de um táxon separado. Além disso, o crânio de USNM 4734 da localidade de Garden Park, que formou a base para a análise de Henderson da forma de focinho curto, foi posteriormente descoberto como tendo sido reconstruído muito curto.
Em um estudo de 2004, Robert Bakker e Gary Bir sugeriram que o Ceratosaurus era principalmente especializado em presas aquáticas, como dipnoicos, crocodilos e tartarugas. Conforme indicado por uma análise estatística de dentes perdidos em 50 localidades distintas dentro e ao redor de Como Bluff, os dentes tanto do Ceratosaurus quanto dos megalossaurídeos eram mais comuns em habitats dentro e ao redor de fontes de água, como planícies de inundação úmidas, margens de lagos e pântanos. O Ceratosaurus também ocorria ocasionalmente em localidades terrestres. Os alossaurídeos, no entanto, eram igualmente comuns em habitats terrestres e aquáticos. A partir desses resultados, Bakker e Bir concluíram que o Ceratosaurus e os megalossaurídeos devem ter caçado predominantemente perto e dentro de corpos d'água, com o Ceratosaurus também se alimentando de carcaças de dinossauros maiores ocasionalmente. Os pesquisadores notaram ainda o corpo longo, baixo e flexível do Ceratosaurus e dos megalossaurídeos. Comparado a outros terópodes de Morrison, o Ceratosaurus apresentava espinhos neurais mais altos nas vértebras caudais anteriores, que eram verticais em vez de inclinadas para trás. Juntamente com os ossos profundos das vértebras na parte inferior da cauda, eles indicam a mesma era profunda, "semelhante à de um crocodilo", possivelmente adaptada para nadar. Ao contrário, os alossaurídeos apresentam um corpo mais curto, alto e rígido, com pernas mais longas. Eles teriam sido adaptados para corridas rápidas em terrenos abertos e para predar grandes dinossauros herbívoros, como saurópodes e estegossauros, mas, como especulado por Bakker e Bir, alternavam sazonalmente para presas aquáticas quando os grandes herbívoros estavam ausentes. No entanto, essa teoria foi contestada por Yun em 2019, sugerindo que o Ceratosaurus era meramente mais capaz de caçar presas aquáticas do que outros terópodes da Formação Morrison, em oposição a ser totalmente semiaquático.

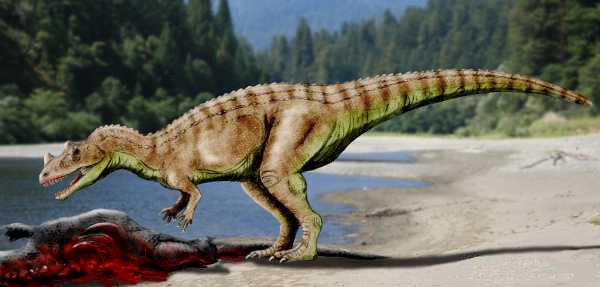
Restauração de um C. nasicornis se alimentando

Em seu popular livro de 1986, The Dinosaur Heresies, Bakker argumentou que os ossos da mandíbula superior estavam apenas frouxamente presos aos ossos do crânio circundantes, permitindo algum grau de movimento dentro do crânio, uma condição denominada cinese craniana. Da mesma forma, os ossos da mandíbula inferior teriam sido capazes de se mover uns contra os outros e o osso quadrado poderia se mover para fora, espalhando a mandíbula inferior na articulação da mandíbula. Tomadas em conjunto, essas características teriam permitido ao animal alargar suas mandíbulas para engolir alimentos maiores. Em um estudo de 2008, Casey Holliday e Lawrence Witmer reavaliaram alegações semelhantes feitas para outros dinossauros, concluindo que a presença de cinesia craniana movida por músculos não pode ser comprovada para nenhuma espécie de dinossauro e provavelmente estava ausente na maioria.

### Função do chifre nasal e osteodermas
Em 1884, Marsh considerou o chifre nasal do Ceratosaurus uma "arma poderosíssima" tanto para fins ofensivos quanto defensivos e Gilmore, em 1920, concordou com essa interpretação.  O uso do chifre como arma agora é geralmente considerado improvável. Em 1985, David Norman acreditava que o chifre "provavelmente não era para proteção contra outros predadores", mas poderia ter sido usado para combate intraespecífico entre ceratossauros machos disputando direitos de reprodução.Gregory S. Paul, em 1988, sugeriu uma função semelhante e ilustrou dois Ceratosaurus envolvidos em uma disputa de cabeçadas não letal. Em 1990, Rowe e Gauthier foram além, sugerindo que o chifre nasal do Ceratosaurus era "provavelmente usado apenas para fins de exibição" e não desempenhava nenhum papel em confrontos físicos.  Se usado para exibição, o chifre provavelmente teria cores brilhantes. Uma função de exibição também foi proposta para a fileira de osteodermas que desciam a linha média do corpo.

### Função do membro anterior

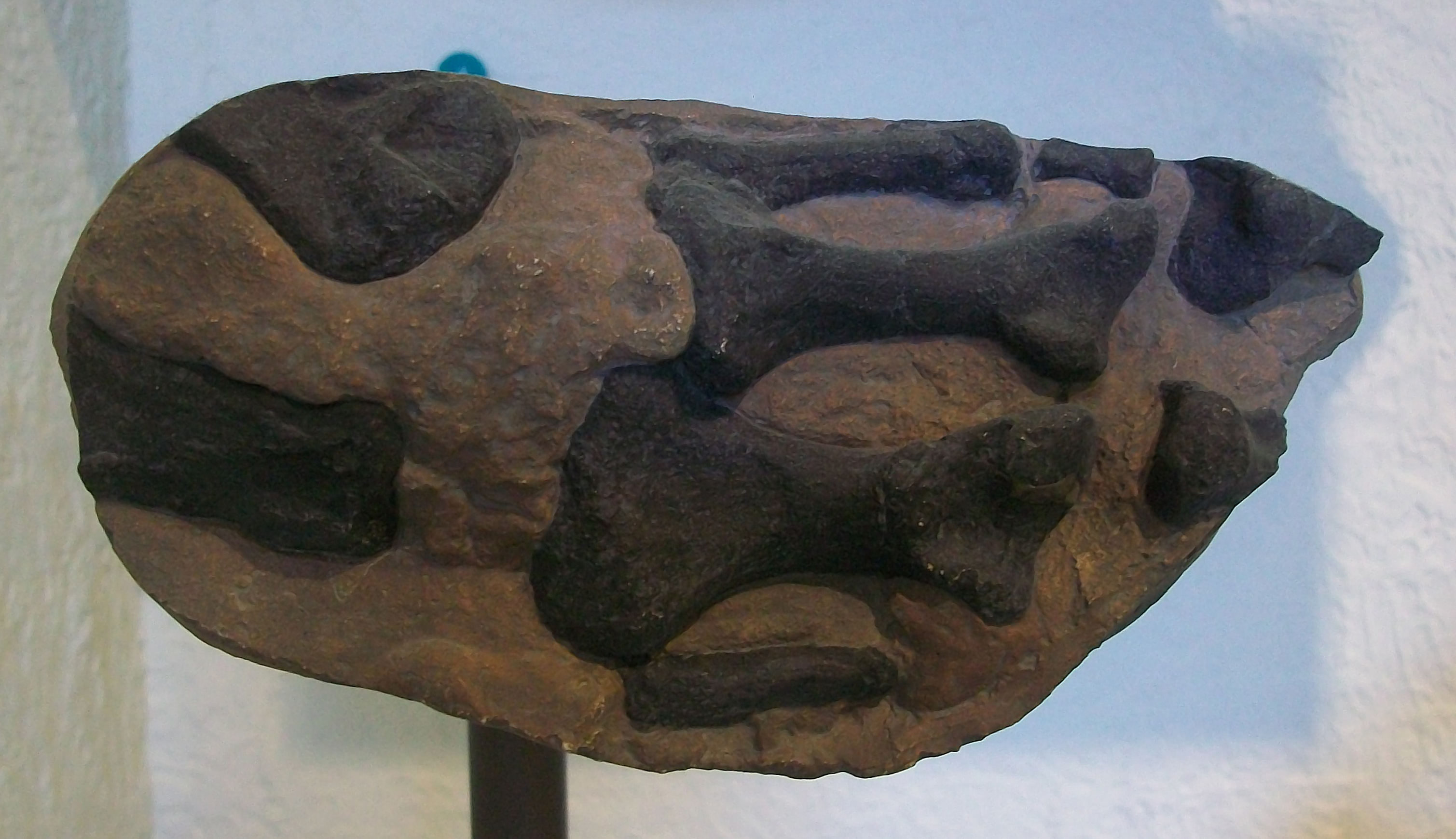
Molde da mão de C. nasicornis (AMNH 27631): A maioria das falanges dos dedos estão faltando.

Os metacarpos e falanges fortemente encurtados do Ceratosaurus levantam a questão de se a mão manteve a função de preensão assumida por outros terópodes basais. Dentro dos Ceratosauria, uma redução ainda mais extrema da mão pode ser observada em abelissaurídeos, onde o braço perdeu sua função original, e em Limusaurus. Em um artigo de 2016 sobre a anatomia da mão do Ceratosaurus, Carrano e Jonah Choiniere enfatizaram a grande semelhança morfológica da mão com as de outros terópodes basais, sugerindo que ela ainda cumpria sua função original de preensão, apesar de seu encurtamento. Embora apenas as primeiras falanges estejam preservadas, as segundas falanges teriam sido móveis, como indicado pelas superfícies articulares bem desenvolvidas, e os dígitos provavelmente teriam permitido um grau de movimento semelhante ao de outros terópodes basais. Como em outros terópodes além dos abelissaurídeos, o primeiro dígito teria sido ligeiramente virado para dentro quando flexionado.

### Cérebro e sentidos

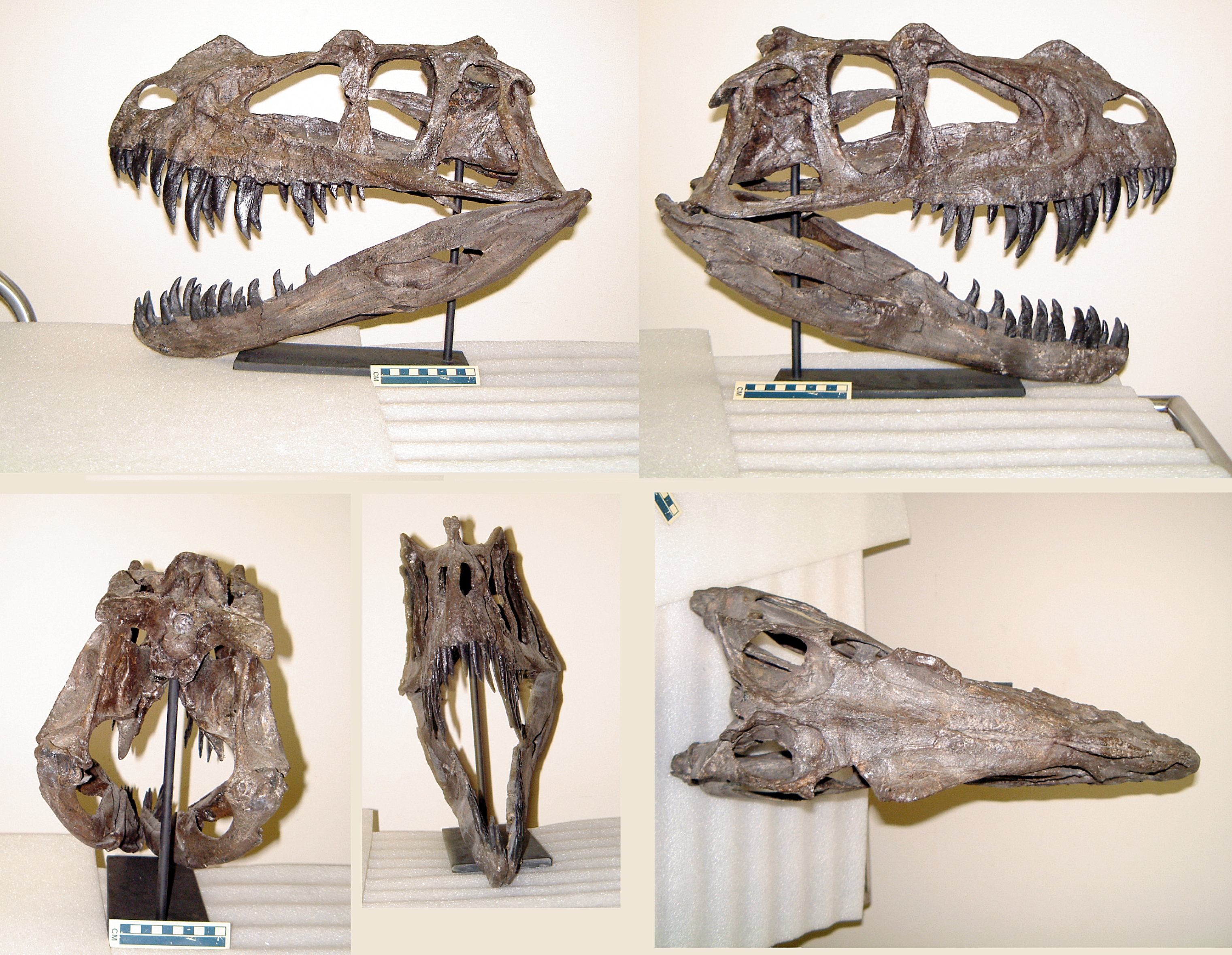
Crânio juvenil em múltiplas vistas

Um molde da cavidade cerebral do holótipo foi feito sob a supervisão de Marsh, provavelmente durante a preparação do crânio, permitindo a Marsh concluir que o cérebro "era de tamanho médio, mas comparativamente muito maior do que o dos dinossauros herbívoros". Os ossos do crânio, no entanto, foram cimentados posteriormente, de modo que a precisão desse molde não pôde ser verificada por estudos posteriores.
Uma segunda caixa craniana bem preservada foi encontrada com o espécime MWC 1 em Fruita, Colorado, e foi examinada por tomografia computadorizada pelos paleontólogos Kent Sanders e David Smith, permitindo reconstruções do ouvido interno, regiões macroscópicas do cérebro e seios cranianos que transportam o sangue para longe do cérebro. Em 2005, os pesquisadores concluíram que o Ceratossauro possuía uma cavidade cerebral típica de terópodes basais e semelhante à do Alossauro. As impressões dos bulbos olfatórios, que abrigam o olfato, estão bem preservadas. Embora semelhantes aos do Allosaurus, eram menores do que os do Tyrannosaurus, que se acredita ter sido equipado com um olfato muito apurado. Os canais semicirculares, responsáveis pelo senso de equilíbrio e, portanto, permitem inferências sobre a orientação habitual da cabeça e a locomoção, são semelhantes aos encontrados em outros terópodes. Nos terópodes, essas estruturas são geralmente conservativas, sugerindo que os requisitos funcionais durante a locomoção foram semelhantes entre as espécies. O canal semicircular anterior era alargado, uma característica geralmente encontrada em animais bípedes. A orientação do canal semicircular lateral indica que a cabeça e o pescoço eram mantidos horizontalmente em posição neutra.

### Fusão de metatarsos e paleopatologia
O holótipo de C. nasicornis foi encontrado com seus metatarsos esquerdos II a IV fundidos. Marsh, em 1884, dedicou um breve artigo a essa característica, na época desconhecida em dinossauros, observando a grande semelhança com a condição vista em pássaros modernos. A presença dessa característica em Ceratosaurus tornou-se controversa em 1890, quando Georg Baur especulou que a fusão no holótipo era o resultado de uma fratura cicatrizada. Essa afirmação foi repetida em 1892 por Cope, ao argumentar que C. nasicornis deveria ser classificado como uma espécie de Megalosaurus devido às diferenças anatômicas insuficientes entre esses gêneros. No entanto, exemplos de metatarsos fundidos em dinossauros que não são de origem patológica foram descritos desde então, incluindo táxons mais basais do que Ceratosaurus. Osborn, em 1920, explicou que nenhum crescimento ósseo anormal é evidente e que a fusão é incomum, mas provavelmente não patológica.  Ronald Ratkevich, em 1976, argumentou que essa fusão havia limitado a capacidade de corrida do animal, mas essa afirmação foi rejeitada por Paul em 1988, que observou que a mesma característica ocorre em muitos animais velozes de hoje, incluindo pássaros terrestres e ungulados. Uma análise de 1999 por Darren Tanke e Bruce Rothschild sugeriu que a fusão era de fato patológica, confirmando a afirmação anterior de Baur. Outros relatos de patologias incluem uma fratura por estresse em um osso do pé atribuído ao gênero, bem como um dente quebrado de uma espécie não identificada de Ceratosaurus que mostra sinais de desgaste adicional recebido após a quebra.

## Paleoambiente e paleobiogeografia

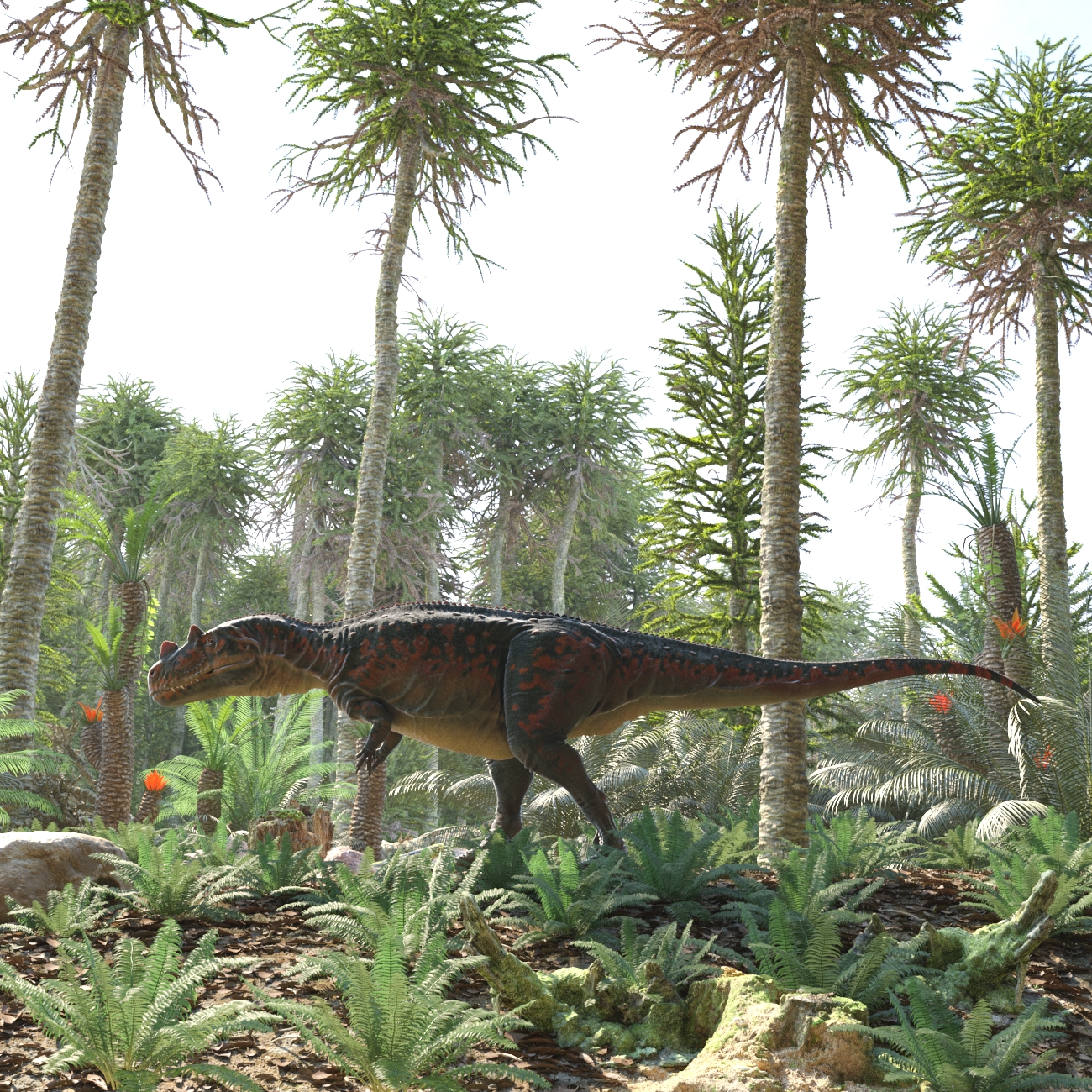
Ceratosaurus em seu ambiente.

Todos os achados de Ceratosaurus na América do Norte vêm da Formação Morrison, uma sequência de rochas sedimentares marinhas rasas e (predominantemente) aluviais no oeste dos Estados Unidos e a fonte mais fértil de ossos de dinossauros do continente. De acordo com a datação radiométrica, a idade da formação varia entre 156,3 milhões de anos em sua base e 146,8 milhões de anos no topo, o que a coloca nos estágios tardios do Oxfordiano, Kimmeridgiano e início do Tithoniano do Jurássico Superior. O Ceratosaurus é conhecido dos estratos Kimmeridgiano e Tithoniano da formação.  A Formação Morrison é interpretada como um ambiente semiárido com estações chuvosas e secas distintas. A Bacia Morrison se estendia do Novo México a Alberta e Saskatchewan, sendo formada quando os precursores da Cordilheira Frontal das Montanhas Rochosas começaram a avançar para o oeste. Os depósitos de suas bacias de drenagem voltadas para o leste foram transportados por riachos e rios e depositados em terras baixas pantanosas, lagos, canais de rios e planícies de inundação. Esta formação é semelhante em idade à Formação Lourinhã em Portugal e à Formação Tendaguru na Tanzânia.
A Formação Morrison registra um ambiente e uma época dominados por dinossauros saurópodes gigantescos. Outros dinossauros conhecidos do Morrison incluem os terópodes Koparion, Stokesosaurus, Ornitholestes, Allosaurus e Torvosaurus, os saurópodes Apatosaurus, Brachiosaurus, Camarasaurus e Diplodocus, e os ornitísquios Camptosaurus, Dryosaurus, Nanosaurus, Gargoyleosaurus e Stegosaurus. O Allosaurus, que representava 70 a 75% de todos os espécimes de terópodes, estava no nível trófico superior da cadeia alimentar de Morrison. Outros vertebrados que compartilharam esse paleoambiente incluem peixes com nadadeiras raiadas, sapos, salamandras, tartarugas como Uluops, esfenodontes, lagartos, crocodilomorfos terrestres e aquáticos como Hoplosuchus e várias espécies de pterossauros como Harpactognathus e Mesadactylus. Conchas de bivalves e caracóis aquáticos também são comuns. A flora do período foi revelada por fósseis de algas verdes, fungos, musgos, cavalinhas, cicadáceas, ginkgoes e várias famílias de coníferas. A vegetação variou de florestas de fetos arbóreos e samambaias (florestas de galeria) a savanas de samambaias com árvores ocasionais, como a conífera Brachyphyllum, semelhante à araucária.
Um espécime parcial de Ceratosaurus indica a presença do gênero no Membro Português Porto Novo da Formação Lourinhã. Muitos dos dinossauros desta formação são do mesmo gênero daqueles vistos na Formação Morrison ou têm uma contraparte próxima. Além do Ceratosaurus, os pesquisadores também notaram que a presença de Allosaurus e Torvosaurus nas rochas portuguesas é conhecida principalmente do Morrison, enquanto o Lourinhanosaurus até agora só foi relatado em Portugal. Os dinossauros herbívoros do Membro Porto Novo incluem, entre outros, os saurópodes Dinheirosaurus e Zby, bem como o estegossauro Miragaia. Durante o Jurássico Superior, a Europa havia acabado de ser separada da América do Norte pelo ainda estreito Oceano Atlântico. Portugal, como parte da Península Ibérica, ainda estava separado de outras partes da Europa. Segundo Mateus e colaboradores, a similaridade entre as faunas de terópodes portuguesa e norte-americana indica a presença de uma ponte terrestre temporária, permitindo o intercâmbio faunístico. Malafaia e colaboradores, no entanto, defendem um cenário mais complexo, visto que outros grupos, como saurópodes, tartarugas e crocodilos, apresentam composições de espécies claramente diferentes em Portugal e na América do Norte. Assim, a separação incipiente dessas faunas pode ter levado ao intercâmbio em alguns grupos, mas à especiação alopátrica em outros.

## Cultura popular
Com seu distinto chifre nasal, o Ceratosaurus está entre os dinossauros mais populares e é regularmente apresentado em livros populares. Ele apareceu em vários romances, com exemplos incluindo Dragons at home (1924) de C.H. Murray Chapman, bem como um capítulo na primeira edição de The Sword in the Stone (1939) de T.H. White, embora esse capítulo não estivesse mais presente nas edições subsequentes. Um modelo em tamanho real do Ceratosaurus ameaça os homens das cavernas no filme mudo de D.W. Griffith de 1914, Brute Force, possivelmente o primeiro filme de dinossauro em live action. O filme perpetuou o equívoco público de que dinossauros e humanos coexistiam e popularizou a ideia de dinossauros atacando e matando indiscriminadamente. O Ceratosaurus também é retratado no documentário de 1956 The Animal World de Irwin Allen,  e no filme de fantasia americano de 1940 One Million B.C. e seu remake britânico de 1966 One Million Years B.C., onde é visto lutando contra um Triceratops.  Mais recentemente, um fez uma aparição em Jurassic Park III (2001).